# Vague conservatrice
Pour l'équivalent de gauche, voir Marée rose.

Gouvernements latino-américains de droite (en bleu) en 2018.

La vague conservatrice, parfois appelée virage à droite, désigne une période à partir des années 2010 durant laquelle l'Amérique latine connaît une série de gouvernements successifs à droite de l'échiquier politique (conservateur), Le terme a été inventé par la presse brésilienne et est souvent considéré comme le pendant de la marée rose, en référence à un mouvement similaire portant au pouvoir des gouvernements de gauche.
Parmi les éléments qui ont façonnée la montée en puissance de cette couleur politique dans la région figurent les présidences de Vicente Fox et Felipe Calderón au Mexique, d'Álvaro Uribe en Colombie ; le coup d'État hondurien de 2009 conduisant à l'éviction de Manuel Zelaya ; la victoire de Sebastián Piñera au Chili en 2009, de Juan Manuel Santos en Colombie en 2010, et d'Enrique Peña Nieto au Mexique en 2012 ; la destitution (es) de Fernando Lugo au Paraguay ; la victoire de Jimmy Morales au Guatemala et celle de Mauricio Macri en Argentine en 2015 ; le procès en destitution de Dilma Rousseff au Brésil en 2016 et l'ascension de son vice-préident Michel Temer ; la victoire de Pedro Pablo Kuczynski au Pérou en 2016, puis de son vice-président Martín Vizcarra en 2018, d'orientation technocrate ; le triomphe de Piñera au Chili en 2017; la réélection contestée de Juan Orlando Hernández du Parti National au Honduras la même année ; la montée du fondamentalisme néo-pentecôtiste et l'égalité entre le candidat conservateur Fabricio Alvarado avec le candidat pro-gouvernemental Carlos Alvarado Quesada au Costa Rica en 2018; la victoire d'Iván Duque en Colombie et de Jair Bolsonaro aux élections en 2018 ; le triomphe d'Alejandro Giammattei au second tour des élections guatémaltèques en 2019 face à la candidate sociale démocrate Sandra Torres, et le triomphe de Luis Lacalle en Uruguay la même année ; la démission d'Evo Morales en Bolivie et, avec elle, l'accession de Jeanine Áñez au poste de présidente par intérim ; la tentative de prise de pouvoir par l'opposant Juan Guaidó, président du Congrès, se proclamant président par intérim du Venezuela ; le triomphe de Guillermo Lasso à l'élection présidentielle de 2021 en Équateur ; la victoire de Rodrigo Chaves au Costa Rica en 2022 et la victoire de Daniel Noboa en Équateur et de Javier Milei aux élections présidentielles de 2023.
Le phénomène a été comparé à l'élection de Donald Trump aux États-Unis et à la croissance de l'extrême droite en Europe (le Brexit au Royaume-Uni, l'avancée de Marine Le Pen en France et de Matteo Salvini en Italie, la popularité rapide du parti Vox, la montée du Fidesz en Hongrie et de Droit et justice en Pologne, entre autres) comme des phénomènes similaires.

## La vague par pays

### Argentine

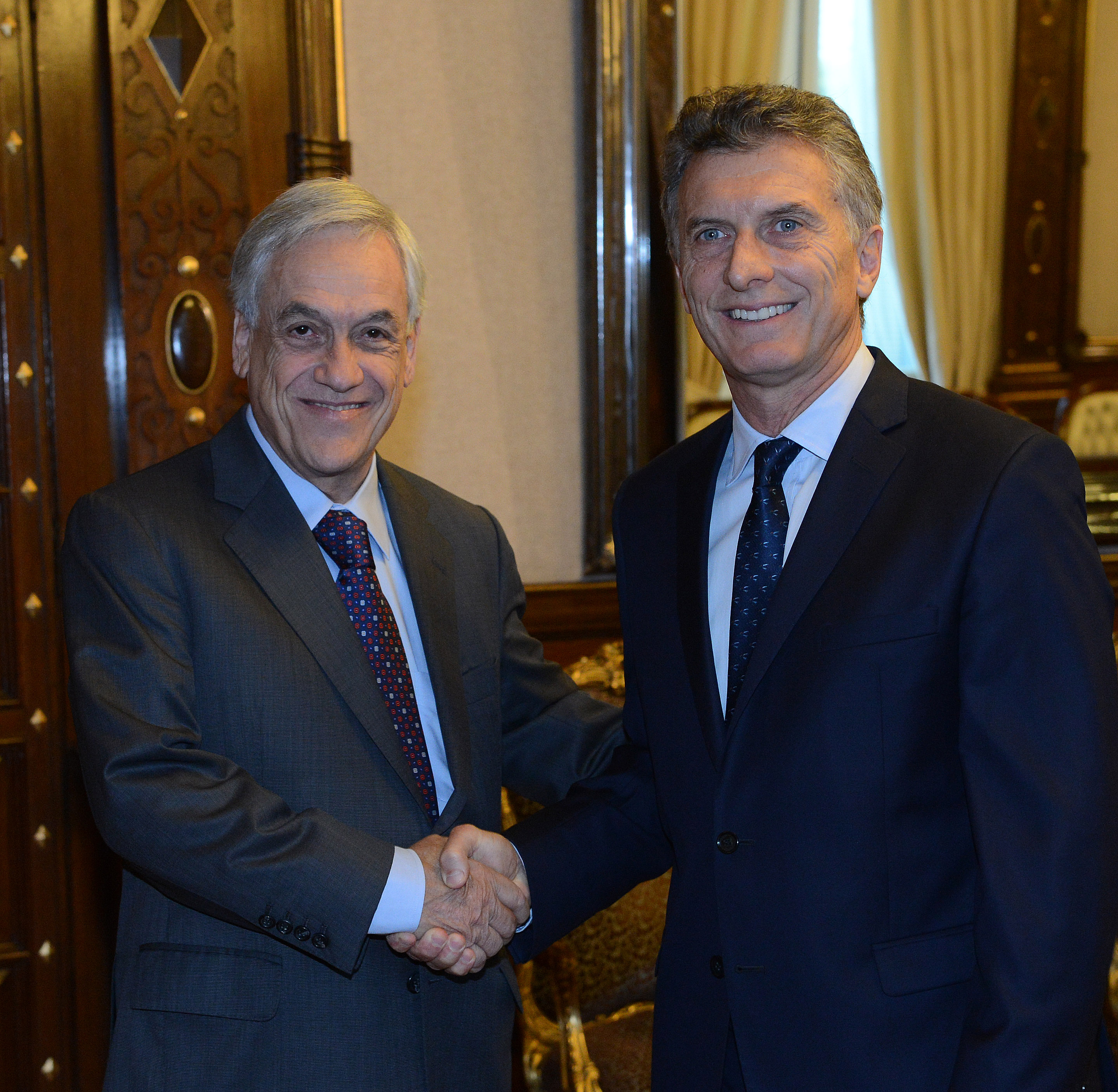
Mauricio Macri et Sebastián Piñera

En Argentine, l'élection de Mauricio Macri en novembre 2015 en tant que président de l'Argentine a porté au pouvoir un gouvernement de centre-droit (par rapport au gouvernement de gauche des années passées), bien que les mouvements traditionnels du péronisme et du kirchnérisme (ainsi que la popularité de la dirigeante de ce dernier, Cristina Fernández de Kirchner) aient conservé le pouvoir face à l'opposition,. L'ingénieur et ancien chef du gouvernement de la ville autonome de Buenos Aires entreprend des réformes conservatrices, telles que la réduction des subventions énergétiques (es) et la fin du contrôle des changes. En octobre 2017, Mauricio Macri consolide son pouvoir lorsque les candidats de son parti remporte des victoires aux élections législatives de 2017. Une série de scandales de corruption implique le président Macri et ses alliés au cours de son mandat présidentiel (es), y compris six enquêtes fédérales pour blanchiment d'argent, trafic d'influence et augmentation illégale de la richesse de sa famille. Il est également impliqué dans le scandale des Panama Papers,,. En 2017, la réforme des retraites de M. Macri se heurte à des manifestations massives soutenues par l'opposition, que certains membres de la presse ont décrites comme les manifestations les plus violentes à Buenos Aires depuis des décennies,. Une partie des médias accuse le gouvernement Macri de brutalité policière et de violence excessive lors de ces manifestations,.
En octobre 2019, Mauricio Macri perd l'élection présidentielle face au péroniste Alberto Fernández et à sa colistière, l'ancienne présidente Cristina Fernández de Kirchner, qui ont tous deux pris leurs fonctions en décembre 2019. Ce changement de mandat est précédé d'une dépréciation significative de la monnaie nationale.

### Brésil
Au Brésil, la vague conservatrice commence approximativement lorsque Dilma Rousseff remporte l'élection présidentielle de 2014 au cours d'un scrutin serré, inaugurant le quatrième mandat du parti des travailleurs à la plus haute fonction gouvernementale. En outre, selon l'analyste politique Antônio Augusto de Queiroz du Département intersyndical du conseil parlementaire, le Congrès national élu en 2014 peut être considéré comme le plus conservateur depuis le mouvement de « redémocratisation », notant une augmentation du nombre de parlementaires liés à des segments conservateurs de la société, tels que les ruraux, les militaires, les policiers et les religieux

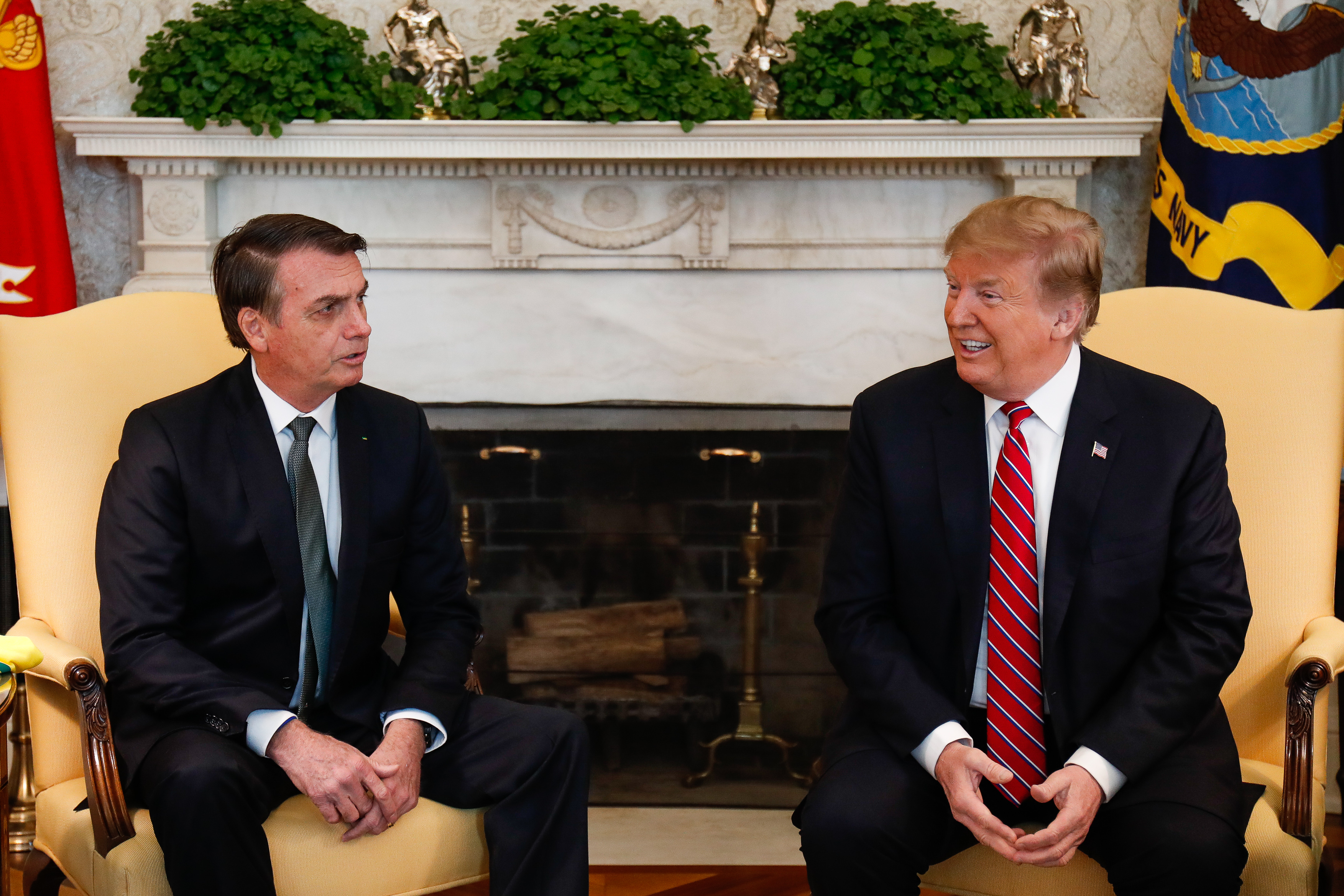
Jair Bolsonaro et Donald Trump en 2019

La crise économique qui suit en 2015 et les enquêtes sur les scandales de corruption suscitent un mouvement de droite qui cherche à sauver les idées du libéralisme économique et du conservatisme en opposition aux politiques de gauche.
Dans le même temps, de jeunes libéraux apparaissent, comme ceux du Mouvement Brésil libre (es), parmi beaucoup d'autres. Pour Manheim (1952), au sein d'une même génération réelle, il peuty avoir plusieurs générations, qu'il appelle « différenciées et antagonistes ». Pour lui, ce n'est pas la date de naissance commune qui marque une génération, bien qu'elle soit importante, mais le moment historique dans lequel ils vivent en commun. Dans ce cas, le moment historique était la mise en accusation de Dilma Rousseff. On peut les appeler la « génération post-Dilma ».
Le président intérimaire de centre-droit Michel Temer prend ses fonctions à la suite de la destitution de la présidente Rousseff. Temer a une cote de popularité de 3 % en octobre 2017, faisant face à un scandale de corruption après avoir été accusé d'entrave à la justice et d'extorsion. Il réussit à éviter le procès grâce au soutien des partis de droite au Congrès brésilien,. D'autre part, le président du Sénat, Renan Calheiros, reconnu comme l'une des figures-clés de la destitution de Dilma Rousseff et membre du Mouvement démocratique brésilien centriste, est démis de ses fonctions après avoir été accusé de détournement de fonds. Le candidat d'extrême droite Jair Bolsonaro du Parti social-libéral remporte l'élection présidentielle de 2018, devançant l'ex-maire de São Paulo de gauche Fernando Haddad du Parti des travailleurs de Luiz Inácio Lula da Silva. Lula a été empêché de se présenter aux élections après avoir été condamné pour corruption et emprisonné,, Bolsonaro est accusé de tenir un discours raciste, xénophobe, misogyne et homophobe,,,,.

### Guatemala
Au Guatemala, le leader social-démocrate de centre-gauche Álvaro Colom de l'Union nationale de l'espérance est élu en 2007, le seul président de gauche des temps modernes dans l'histoire du pays. Le successeur de Colom, le libéral de droite Otto Pérez Molina, est contraint de démissionner en raison de l'agitation populaire et des scandales de corruption qui ont conduit à son arrestation,,. À la suite de la démission de Molina, l'homme politique de droite Jimmy Morales est élu à ce poste. Morales fait actuellement l'objet d'une enquête pour financement illégal. Le successeur de Morales, le conservateur Alejandro Giammattei, est également confronté à des manifestations populaires massives (es) durant son mandat.

### Honduras

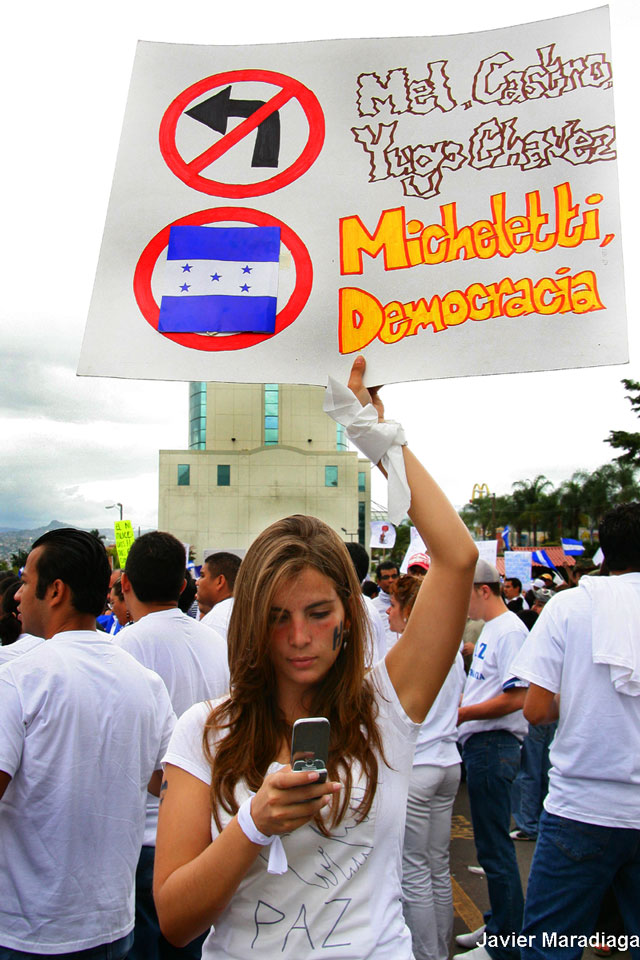
Manifestante tenant un pancarte contre la gauche au Honduras en 2009

Au Honduras, le virage à gauche de Manuel Zelaya pendant son mandat a entraîné le coup d'État de 2009, condamné par toute la région, y compris par les États-Unis. Des années après le coup d'État, Zelaya a déclaré que son renversement avait marqué le début de la « restauration conservatrice » en Amérique latine.
Depuis le coup d'État, le premier président démocratiquement élu a été le président de droite Porfirio Lobo Sosa (2010-2014), puis le président de droite Juan Orlando Hernández du Parti national conservateur qui remporte l'élection de 2013 face à la candidate de gauche Xiomara Castro (l'épouse de Zelaya) par une faible marge. Peu après, Hernández réforme la Constitution (es) pour pouvoir être réélu (ce qui était jusqu'alors interdit par la loi hondurienne) et se présente comme candidat à l'élection de 2017 dans ce que certains observateurs considèrent comme un mouvement antidémocratique, autoritaire et corrompu,,,. Lors des élections, la courte victoire autoproclamée de Hernández sur Salvador Nasralla de l'Alliance d'opposition contre la dictature (es) ainsi que les accusations de fraude électorale provoquent des émeutes massives (es) à travers tout le pays. La proclamation du couvre-feu est qualifiée d'illégale par certains juristes en vertu de la Constitution et la répression violente des manifestations ont fait au moins sept morts et des dizaines de blessés,. En raison de l'agitation populaire générale et des accusations de fraude électorale, l'Organisation des États américains demande la tenue de nouvelles élections, sans succès,, Les manifestations contre Hernández se prolongent en 2019. Lors des élections générales de 2021, le candidat du Parti National au pouvoir, Nasry Asfura, perd les élections face au candidat du Parti Liberté et refondation, Xiomara Castro, mettant ainsi fin à plus de 12 années consécutives de règne de ce parti.

### Paraguay
Au Paraguay, le Parti Colorado conservateur dirige le pays pendant plus de soixante ans, y compris durant la dictature d'Alfredo Stroessner soutenue par les États-Unis,,,, qui a duré 35 ans, de 1954 à 1989. Le Paraguay est l'un des pays les plus pauvres d'Amérique du Sud. Ce système de parti dominant (es) est temporairement brisé lors des élections présidentielles de 2008, lorsque la quasi-totalité de l'opposition réunie au sein de l'Alliance patriotique pour le changement réussit à faire élire l'ancien évêque Fernando Lugo du Parti démocrate chrétien au poste de président du Paraguay. Le gouvernement de Lugo est salué pour ses réformes sociales, notamment les investissements dans le logement social, l'introduction de traitements gratuits dans les hôpitaux publics, l'introduction de transferts en espèces pour les citoyens les plus pauvres du Paraguay et les droits des indigènes,,,,.
Cependant, Lugo n'a pas terminé son mandat, car il a été destitué, bien qu'il ait bénéficié d'un taux d'approbation et de popularité très élevé. Sa destitution (es) a été rejetée par la Commission interaméricaine des droits de l'homme, condamnée par les gouvernements de droite et de gauche, et considérée comme un coup d'État par l'UNASUR et le Mercosur. Cet événement fut traité en conséquence avec des sanctions et des suspensions pour le Paraguay,. Par la suite, Lugo est élu sénateur et président du Sénat. Il est remplacé par le vice-président du Paraguay (es) Federico Franco, qui prend ses distances avec Lugo pour des raisons idéologiques, s'oppose à l'entrée du Venezuela dans le Mercosur et est décrit comme un conservateur,.
Le premier président démocratiquement élu au Paraguay après ces événements est Horacio Cartes, du Parti colorado, décrit par les organisations de défense des droits de l'homme comme autoritaire et homophobe. Cartes a tenté de réformer la Constitution pour permettre sa réélection, ce qui a déclenché la fureur populaire (es),, Cartes est également soupçonné de blanchiment d'argent et d'évasion fiscale,,,,,.

### Pérou
Au Pérou, Pedro Pablo Kuczynski remporte les élections de 2016, et le Pérou est devenu un autre pays à prendre un virage à droite. Lors de cette élection, la troisième candidate la plus soutenue a été la candidate de gauche Verónika Mendoza du Frente Amplio avec 18 % des voix. À la suite d'enquêtes sur la corruption au sein d'Odebrecht, le Congrès péruvien exige que Kuczynski se défende lors d'une session, et Odebrecht affirme que l'implication de Kuczynski dans l'entreprise était légale par rapport aux illégalités commises par son prédécesseur de gauche, Ollanta Humala. En raison de ce scandale de corruption, le procès en destitution de Kuczynski est engagé, mais il est rejeté par une légère marge au Congrès. Après la diffusion de vidéos montrant des pots-de-vin versés par les Fujimoristas visant à maintenir Kuczynski au pouvoir, ce dernier démissionne (es) de son propre chef. Son successeur Martín Vizcarra a été destitué (es) par le Congrès.

## Bouleversements sociaux et déclin
Entre 2019 et 2020, une vague de protestations diverses éclate à travers l'Amérique latine. Les troubles sociaux et le mécontentement de la population ont fait émerger des manifestations qui se sont répandues dans la majeure partie de la région, avec une intensité particulière en Équateur, au Chili, en Bolivie et en Colombie (tous gouvernés par des gouvernements issus de la vague conservatrice). L'urgence sanitaire mondiale due à la pandémie de Covid-19 n'a pas empêché les protestations jusqu'à la mi-2021.
Parmi les situations critiques qui peuvent expliquer le mécontentement contre les gouvernements figurent les défis historiques de la région qui n'ont pas été relevés : chômage, travail précaire, économie informelle, pauvreté, corruption, criminalité, marginalisation sociale, coût de la vie et inégalités, exacerbé dans un contexte de crise sanitaire mondiale. D'autres facteurs ont été les crises économiques récurrentes, comme la récession argentine (es) et la situation financière fragile de l'Équateur ; ou bien des crises institutionnelles dans le cas du Pérou (es), et une crise politique plus complexe comme dans le cas de la Bolivie. La violence étatique permanente a joué un rôle dans le mécontentement en Colombie, et plus largement, le manque de représentativité des démocraties de la région,.
Ces gouvernements ont adopté de manière générale la voie du paquetazo (politique d'ajustement structurel) ; des mesures économiques néfastes (« stratégie du choc ») de nature libérale qui ont entraîné un coût social élevé : réduction des dépenses publiques, contraction des investissements publics, suppression des subventions, déréglementations, baisse des droits du travail, réformes fiscales qui ont fini par nuire à la consommation et creuser les inégalités, gel des salaires, perte de pouvoir d'achat, fin du contrôle des prix sur les produits de première nécessité. Ces réformes ont eu des effets négatifs tels que l'aggravation des inégalités sociales et économiques ou la dévaluation des monnaies,,,. D'autres protestations aux caractéristiques plus spécifiques sont celles du Honduras, dans la tourmente d'un conflit post-électoral et d'un gouvernement accusé de trafic de drogue. En Haïti, l'instabilité se prolonge depuis l'assassinat de Jovenel Moïse le 7 juillet 2021. Des gouvernements de droite sont à la tête de ces deux pays.
Il est intéressant de noter que les manifestants, dans les lieux où ils ont été les plus nombreux (Bolivie, Chili et Colombie) n'ont pas été exclusivement issus des classes populaires, mais que la classe moyenne, et surtout les jeunes, y ont participé massivement. Cela peut être le signe d'un changement de génération qui tolère moins la politique gouvernementale et les inégalités.
La nature de cette convulsion sociale sur le continent a coïncidé avec les phénomènes qui, dans les mêmes années, se développaient à Hong Kong, au Liban, en Algérie et en France, avec le mouvement des Gilets jaunes, et qui a eu des répercussions sur d'autres pays européens. Il existe un élément commun « antisystème » et une analyse qui coïncide avec le fait que la simple croissance économique (bien que dans le cas de l'Amérique latine ce ne soit même pas le cas) ne se traduit pas par un plus grand bien-être pour la population lorsque des millions de personnes se sentent exclues.
Les résultats de ces bouleversements ont été très variés. Dans le cas du Chili, l'explosion sociale a abouti à un nouveau processus constituant. Au Guatemala (es), les protestations ont trouvé leur origine dans les projets du gouvernement d'Alejandro Giammattei de réduire le budget de l'éducation, les programmes de lutte contre la dénutrition et fut aussi une réponse sociale à la mauvaise gestion de la pandémie.
La pandémie a frappé durement l'Amérique latine, exacerbant les difficultés sociales, politiques et économiques auxquelles elle était déjà confrontée, en particulier avec des systèmes de santé structurellement fragiles. La stagnation et le ralentissement économiques dans le sous-continent, après une décennie de croissance et d'amélioration de la qualité de vie dans de nombreux secteurs, se sont transformés en récession et en crise, amplifiant les écart socio-économiques, l'appauvrissement des classes moyennes et la frustration des attentes sociales. D'autres considérations se concentrent sur la perception d'un manque de justice généralisé, du point de vue de la plupart des sociétés, des élites du pouvoir économique et des élites politiques profitant d'une série de privilèges et de règles qui sont refusés à la majorité des citoyens, qui à leur tour sont confrontés à une mobilité sociale de plus en plus freinée. Ces populations minoritaires mais influentes exercent tout le pouvoir de décision, retiré à la majorité, ce qui crée un environnement de ressentiment accumulé, de rêves brisés, de méfiance, de mécontentement et de perturbations violentes, remettant en question la situation apparente de stabilité ou de paix sociale que l'on croyait consolidée dans certains de ces pays, comme dans le cas du Chili. Quoi qu'il en soit, la vague de protestations régionales a donné lieu à une série de revendications et d'exigences de changements qui se sont fait entendre dans les rues.
L'Amérique latine est la troisième région la plus inégalitaire au monde. L'exclusion et l'inégalité la rendent vulnérable à toute augmentation des prix des matières premières ou des transports. Avec des services de santé déficients, un accès difficile à l'éducation, des salaires et des pensions limités, cela a créé un environnement facilement explosif. La réaction des gouvenrements consistant à recourir à la force (es) de l'État pour réimposer le contrôle social a également contribué à la radicalisation des manifestations. La région est l'une des plus touchées par la pandémie, et des organisations internationales telles que la CEPALC, l'OCDE, la CAF et la Commission européenne ont proposé des solutions à long terme pour la région, telles que l'instauration de systèmes de santé universels, d'une éducation gratuite (es) de qualité, la formalisation du secteur économique et sa diversification, la progressivité fiscale, l'amélioration des infrastructures (es) et une meilleure intégration régionale.

## Résurgence avec le Forum de Madrid
En octobre 2020, en réponse à la croissance de la marée rose, divers partis conservateurs d'Europe et d'Amérique forment le Forum de Madrid (es). De nouvelles sessions du Forum sont organisées à Bogota en février 2022 et à Lima en mars 2023,,,.
L'érosion des partis traditionnels, de gauche en particulier, a conduit à l'émergence d'une « nouvelle droite » latino-américaine qui, après quelques succès électoraux, suggère une résuregence de la vague conservatrice,,,.
Parmi les événements qui confirmeraient cette résurgence, on peut citer :
- La victoire de Rodrigo Chaves à l'élection présidentielle costaricienne d'avril 2022.
- La montée du parti artiguiste Cabildo ouvert en Uruguay et l'égalité technique du référendum sur la loi d'urgence où l'option de donner lieu à l'appel référendaire a obtenu 48,7 % des votes valides, soit moins que la majorité absolue requise. Par conséquent, les 135 articles contestés de la loi d'urgence sont restés en vigueur.
- La défaite de la nouvelle constitution proposée lors du référendum constitutionnel chilien de 2022, et la majorité subséquente gagnée par la droite du Parti républicain et de Chile Vamos lors des élections constituantes chiliennes de 2023. Cependant, la perte de confiance de la population en ce processus, le désastre des grandes promesses de changement constitutionnel et la crise économique et sécuritaire ont fait que le référendum constitutionnel de 2023 a vu le « non » l'emporter, de sorte que la constitution chilienne de 1980 reste en vigueur à ce jour.
- La victoire de Santiago Peña à l'élection présidentielle paraguayenne d'avril 2023.
- La défaite du parti au pouvoir lors des élections régionales colombiennes d'octobre 2023.
- La victoire de Daniel Noboa à l'élection présidentielle équatorienne d'octobre 2023.

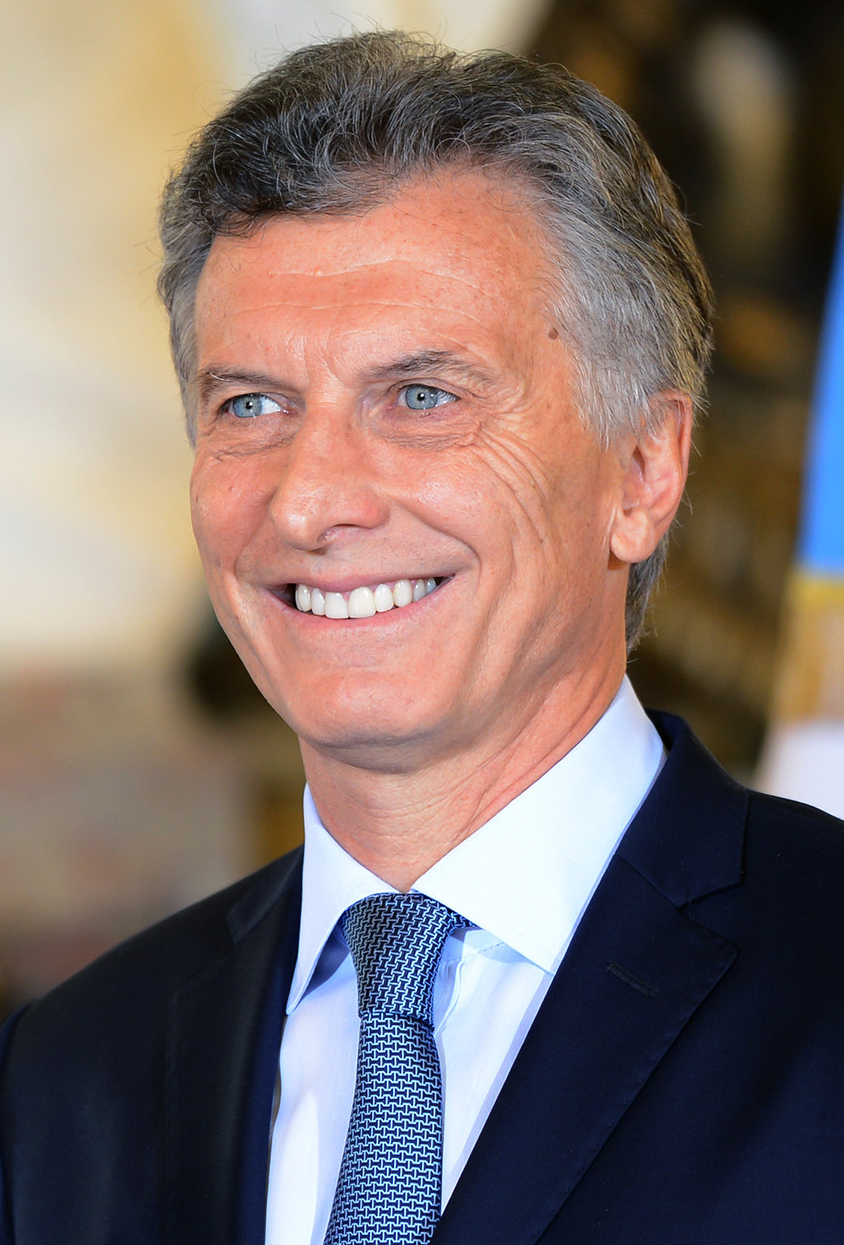
ARG Mauricio Macri* 2015–2019
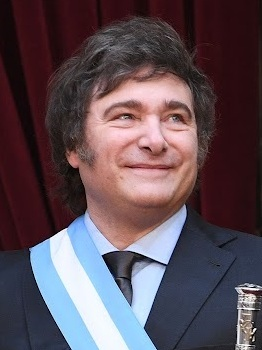
La confortable victoire de Javier Milei au second tour de l'élection présidentielle argentine de novembre 2023.
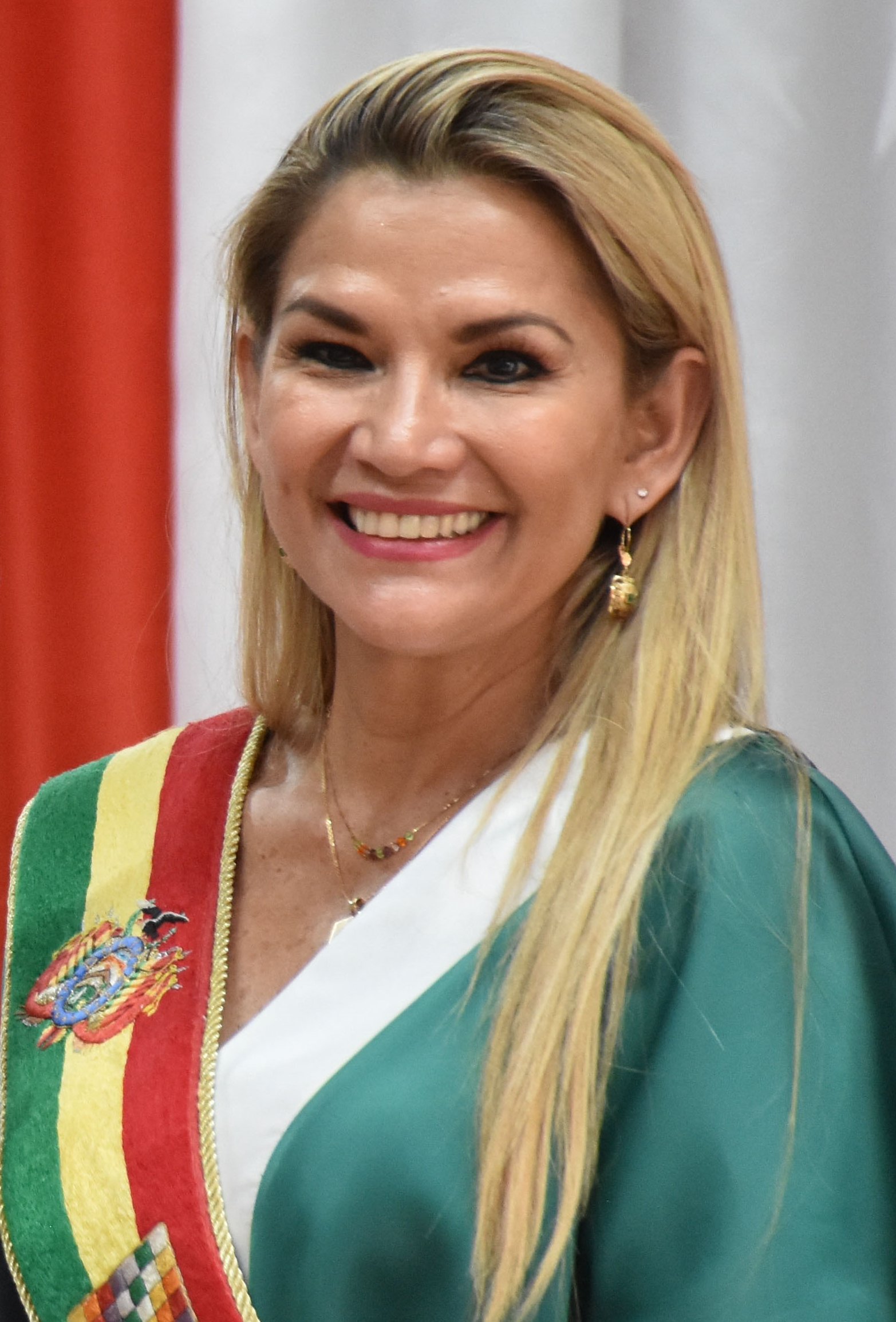
BOL Jeanine Áñez* 2019–2020
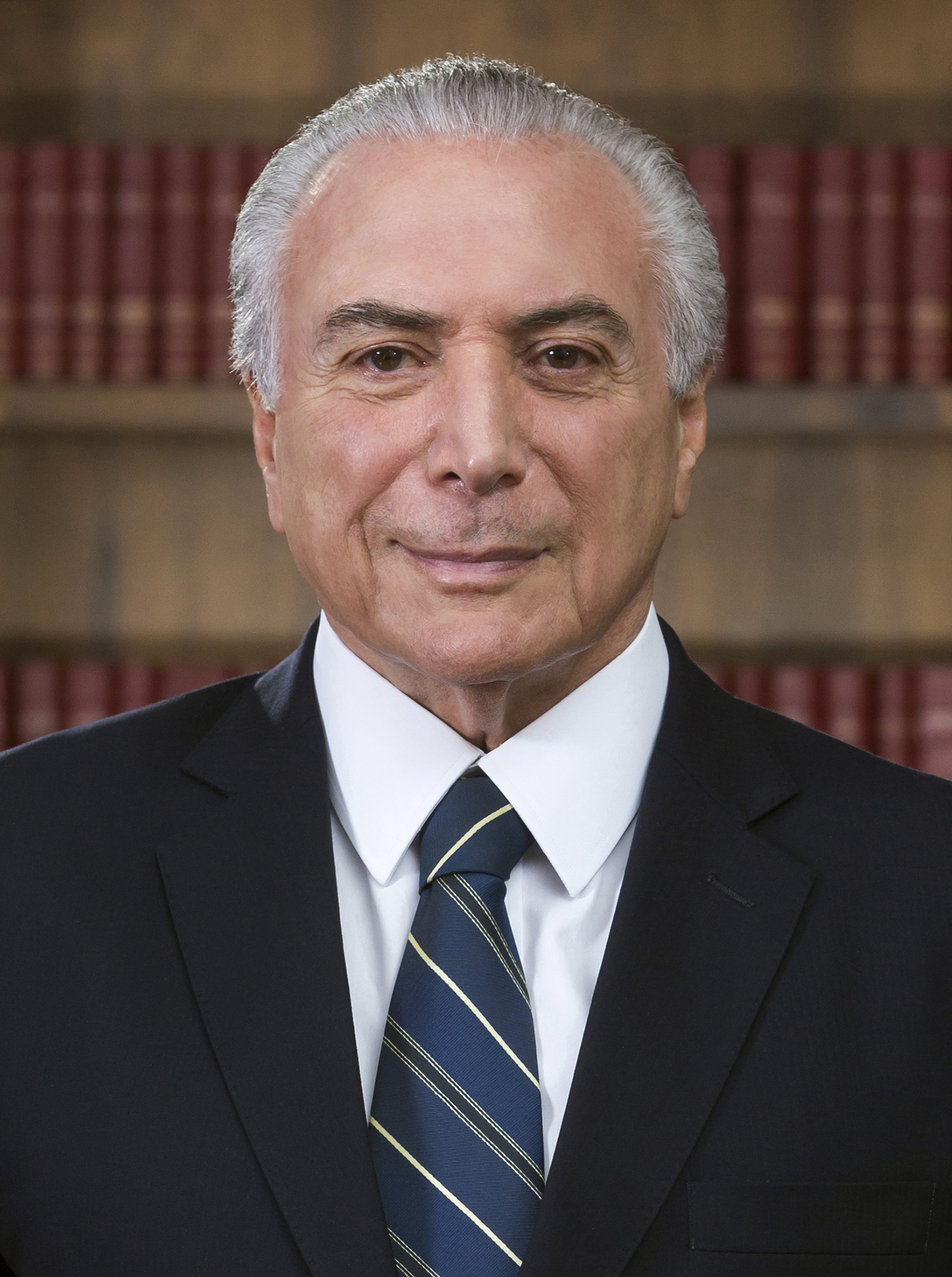
BRA Michel Temer* 2016–2019
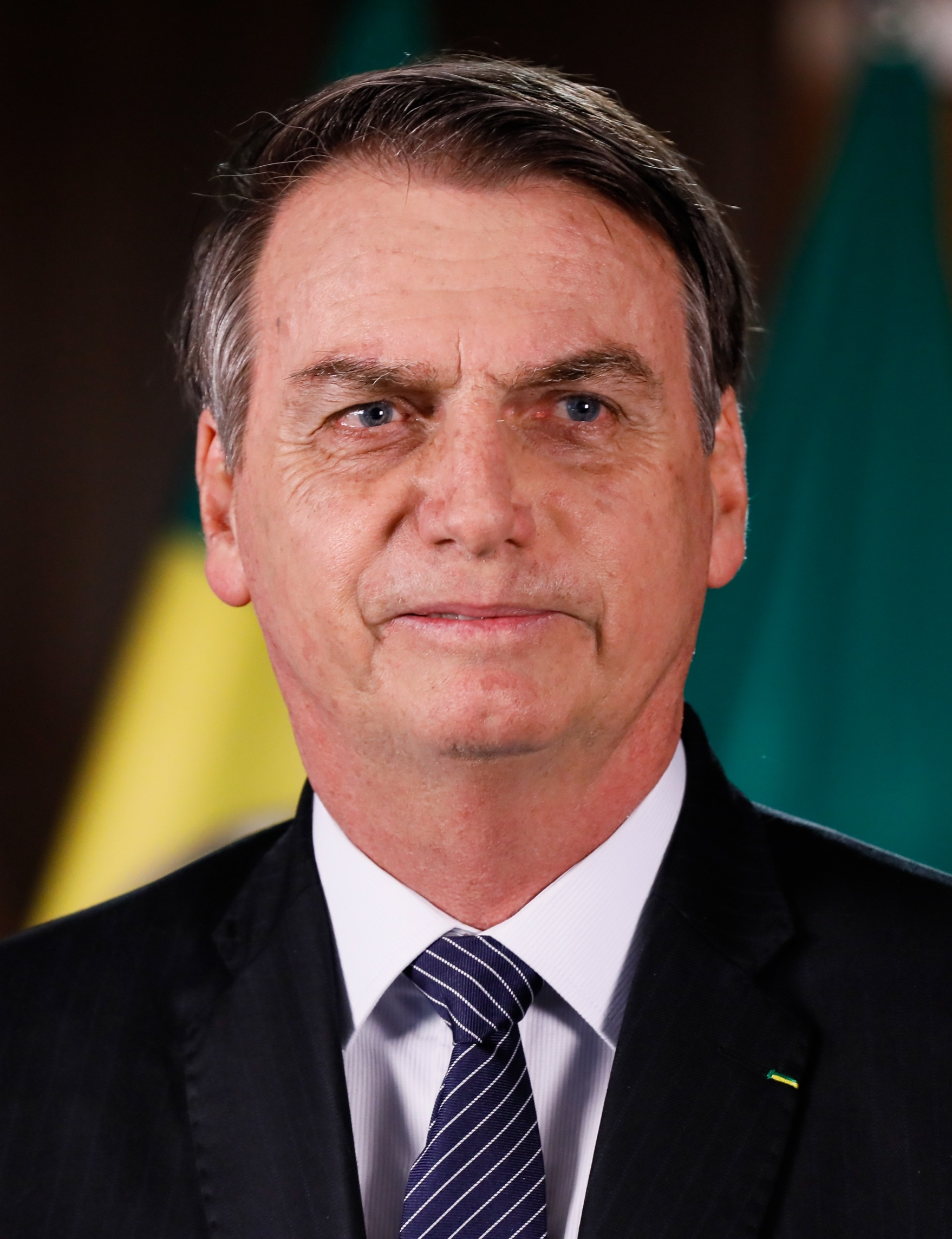
BRA Jair Bolsonaro 2019–2022
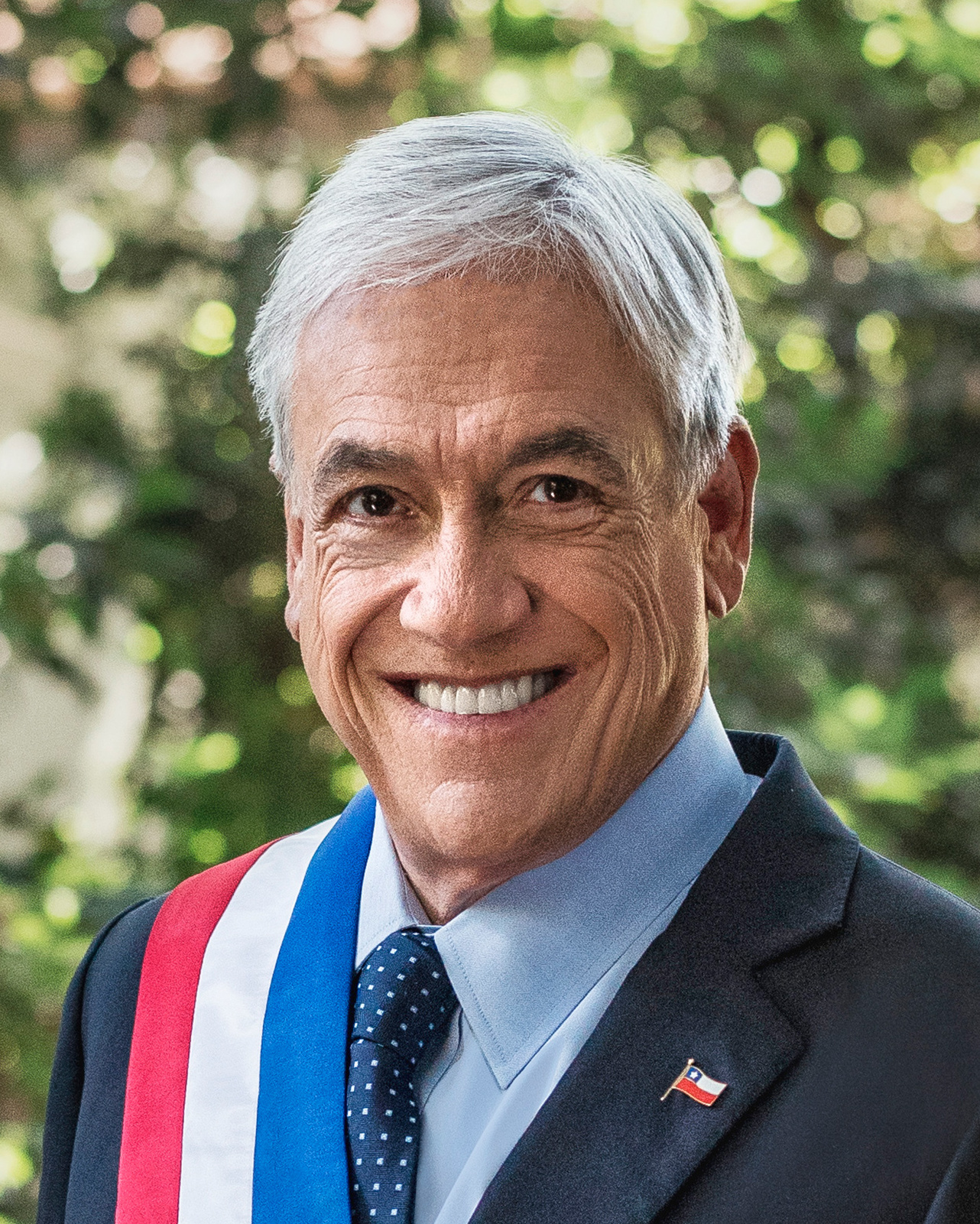
CHI Sebastián Piñera* 2010–2014 2018–2022
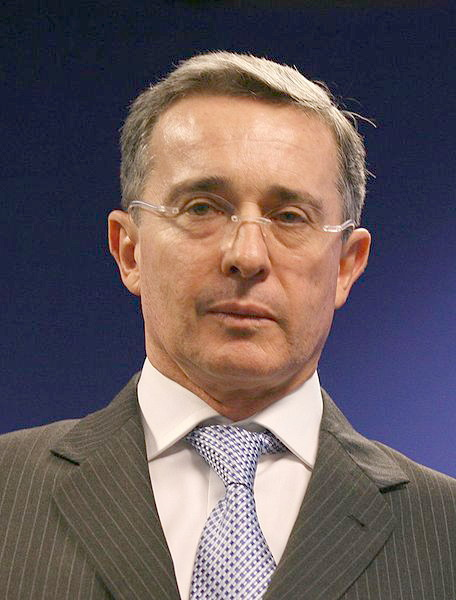
COL Álvaro Uribe Vélez* 2002-2010
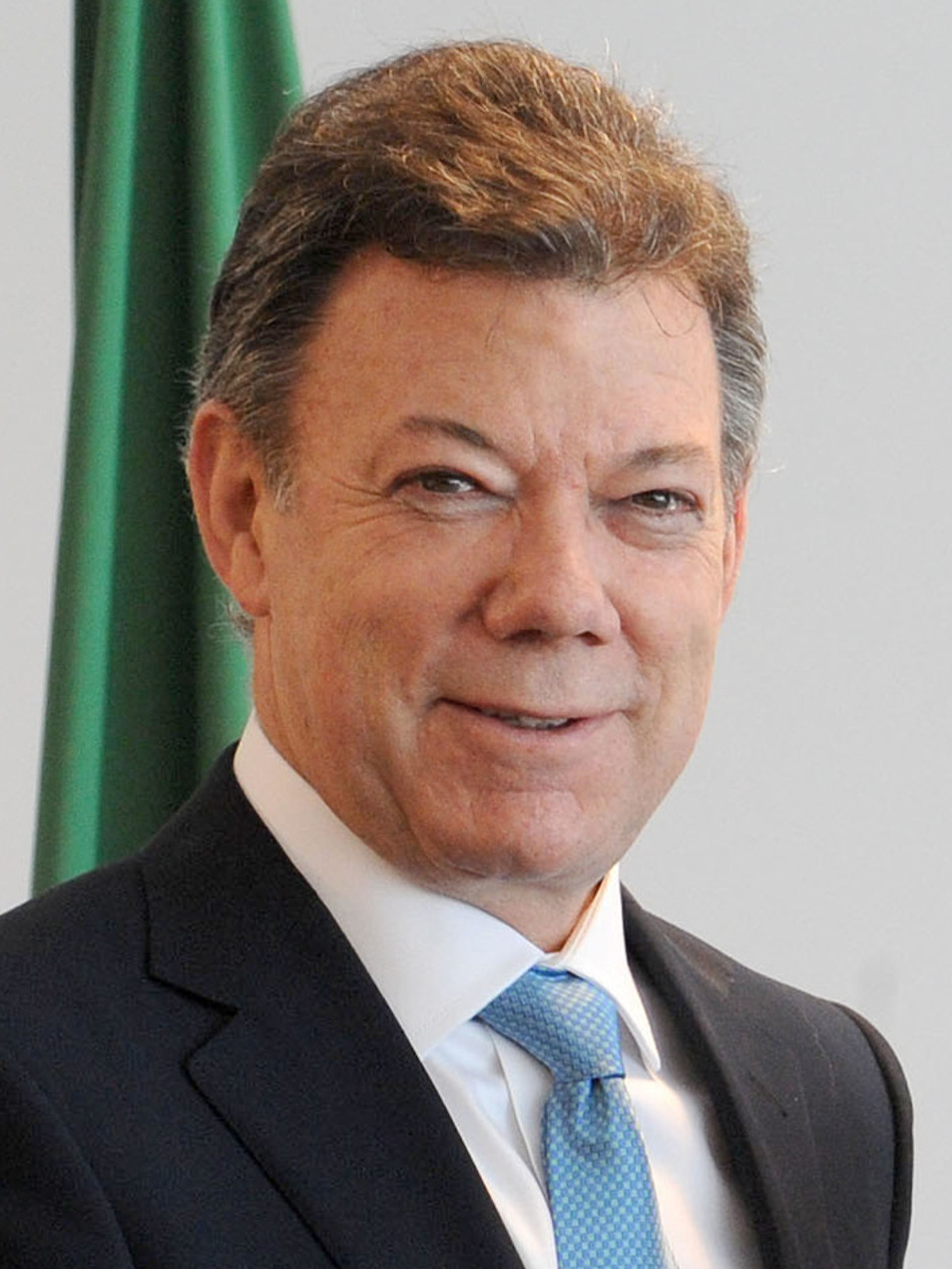
COL Juan Manuel Santos* 2010–2018
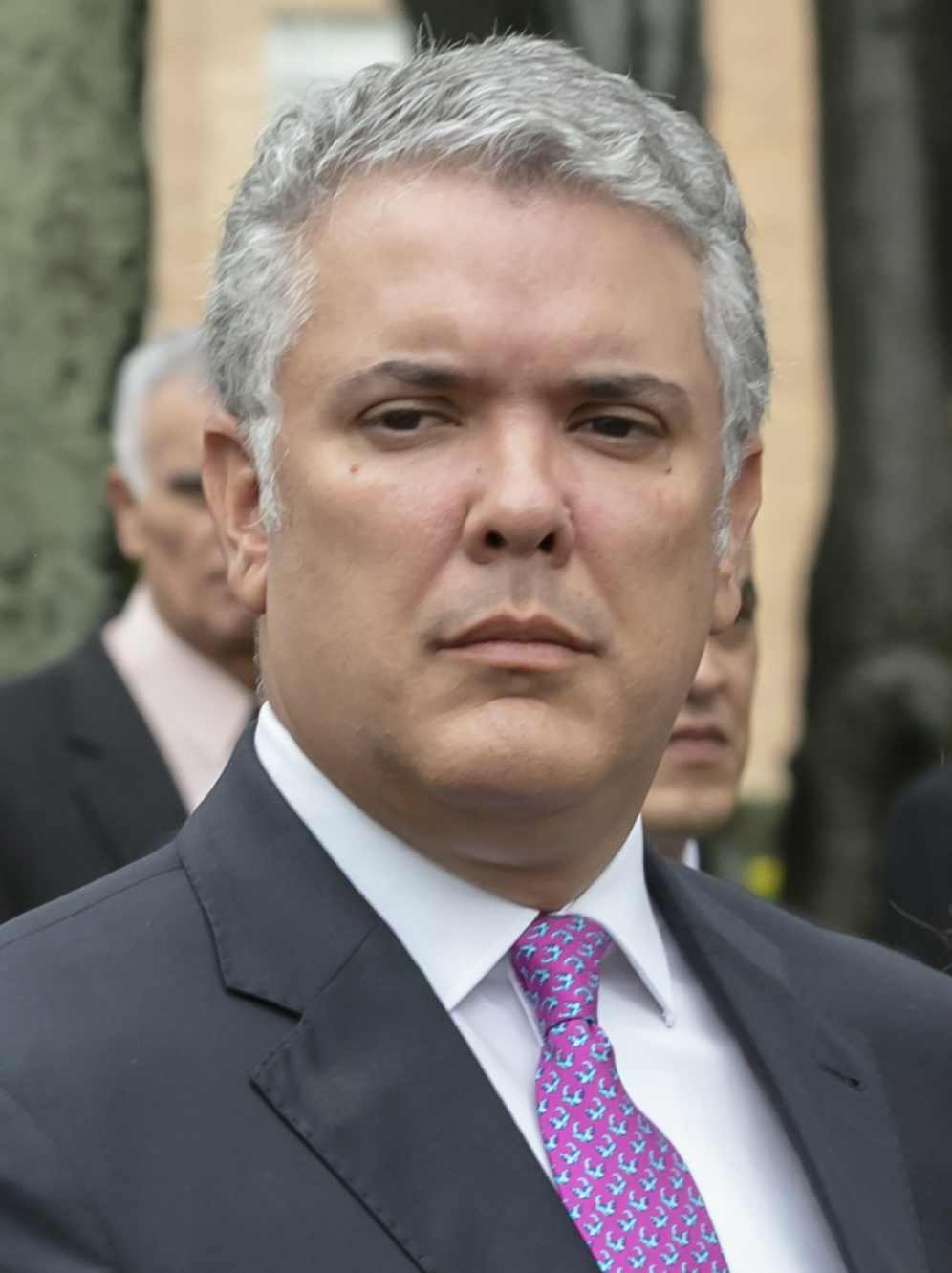
COL Iván Duque* 2018–2022
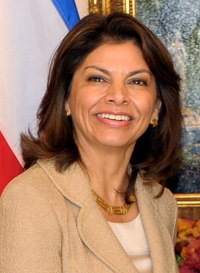
CRC Laura Chinchilla* 2010-2014
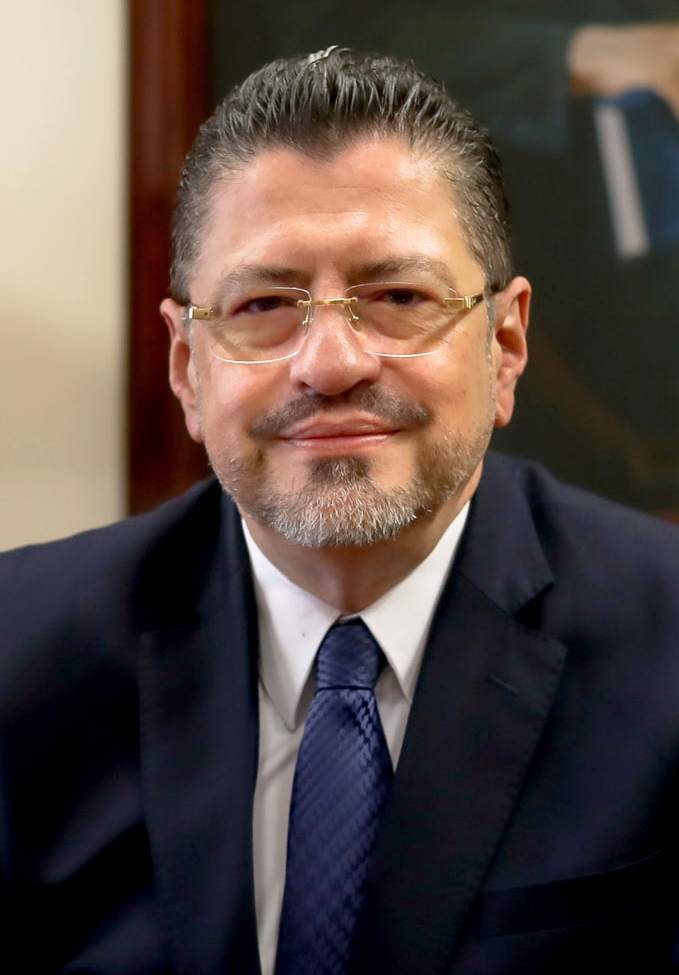
CRC Rodrigo Chaves* depuis 2022
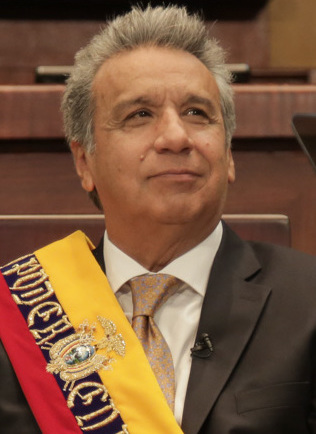
ECU Lenín Moreno* 2017-2021
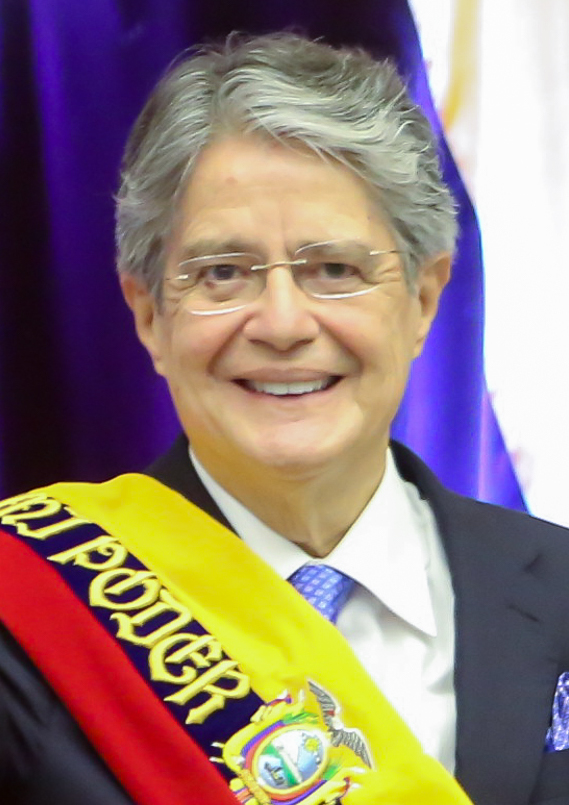
ECU Guillermo Lasso* 2021–2023
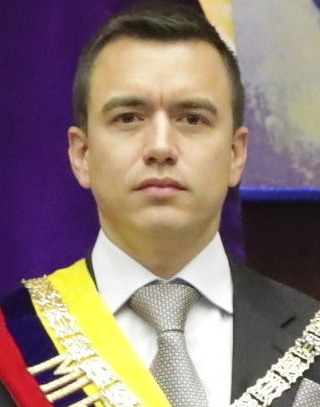
ECU Daniel Noboa* depuis 2023
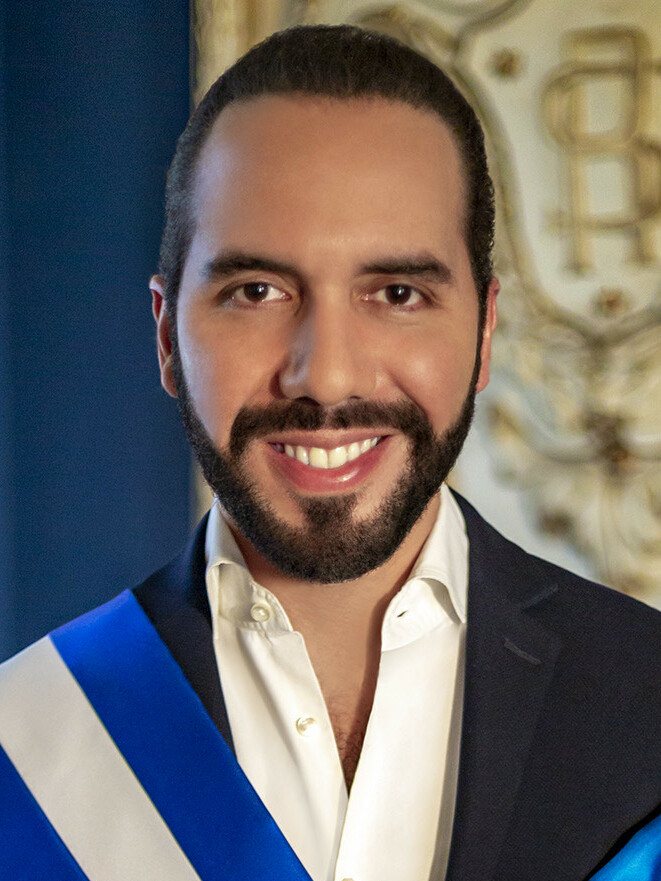
SLV Nayib Bukele depuis 2019
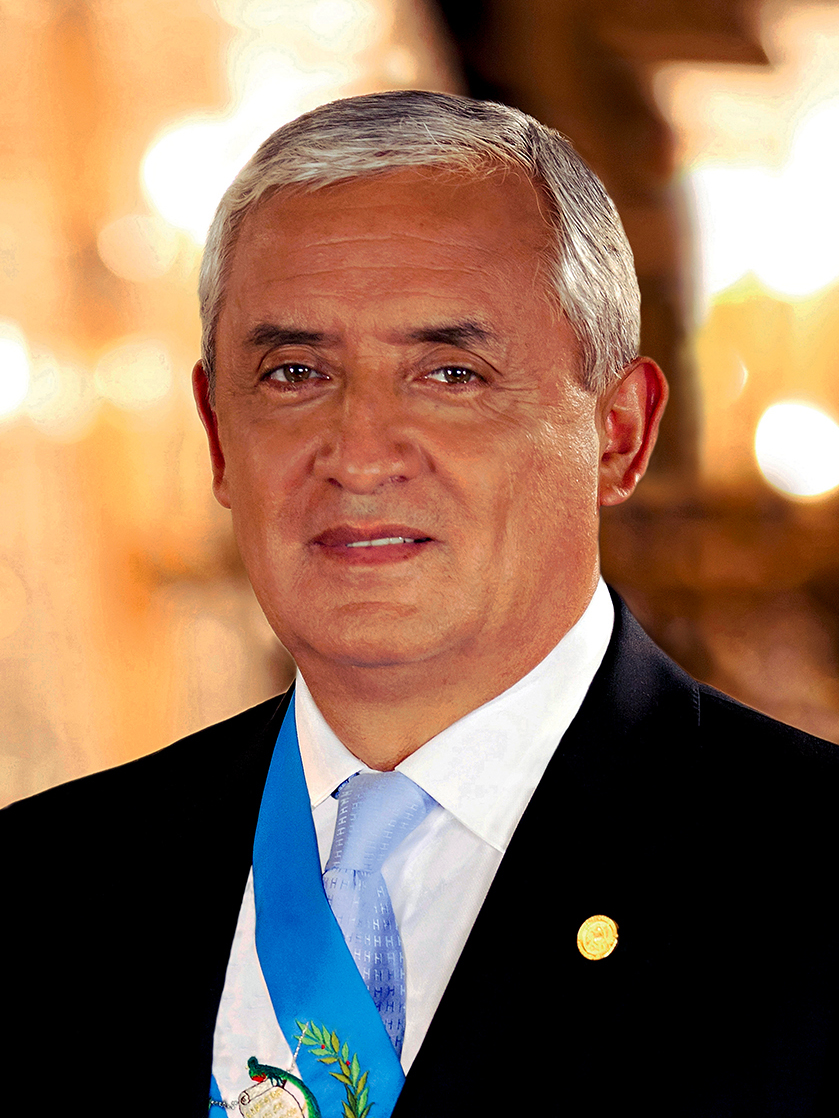
GUA Otto Pérez Molina 2012–2015
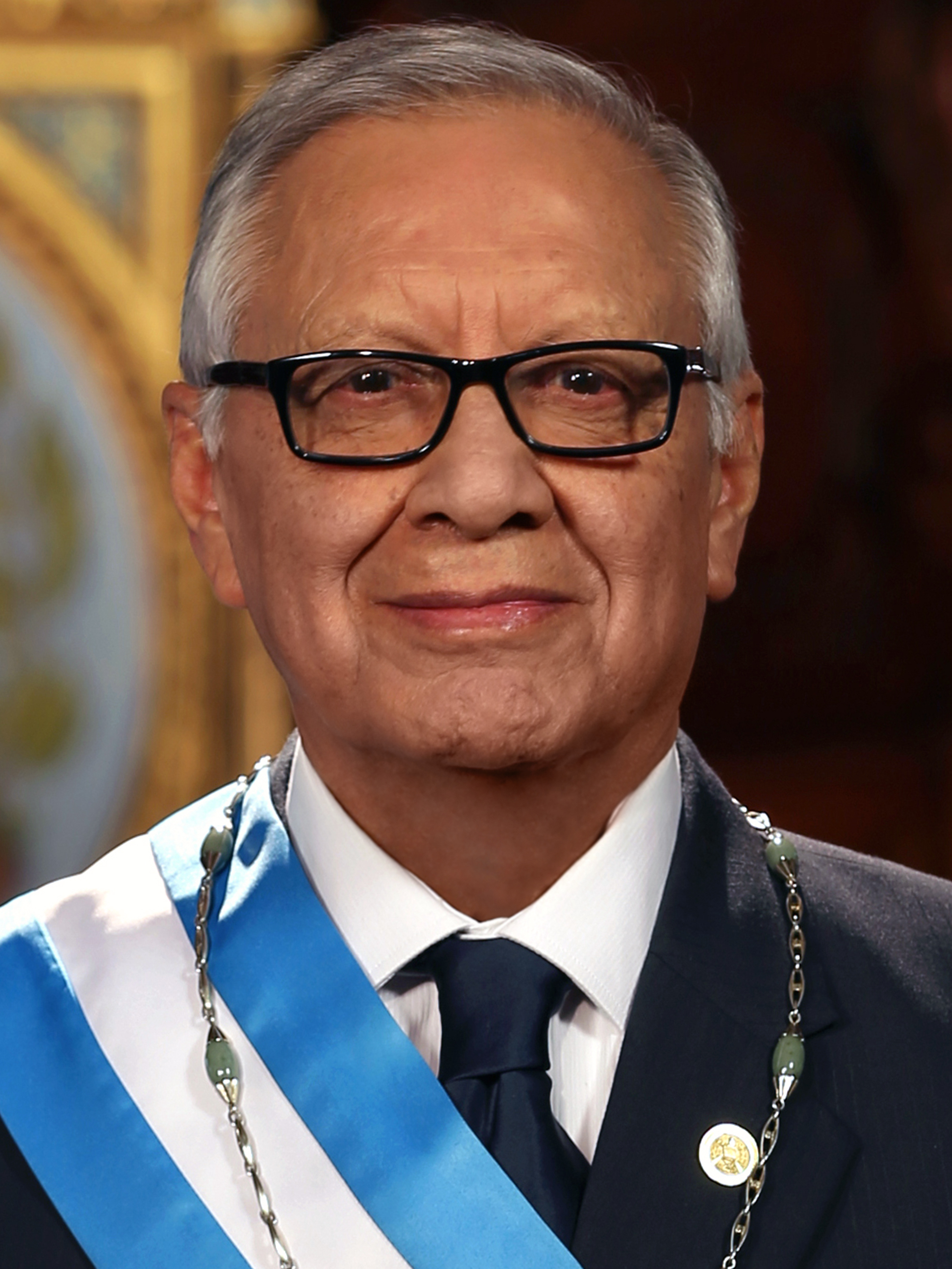
GUA Alejandro Maldonado 2015–2016
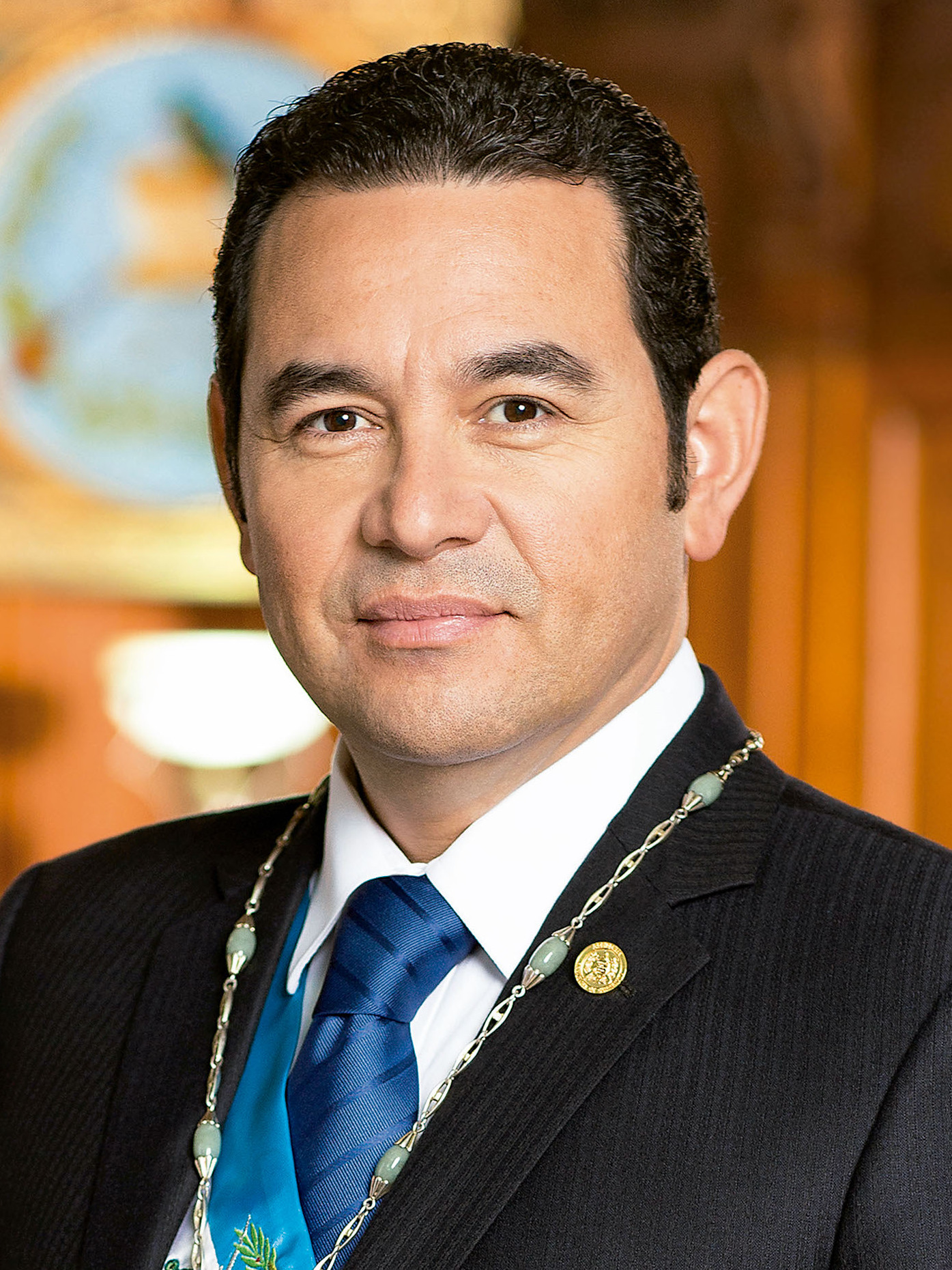
GUA Jimmy Morales 2016–2020
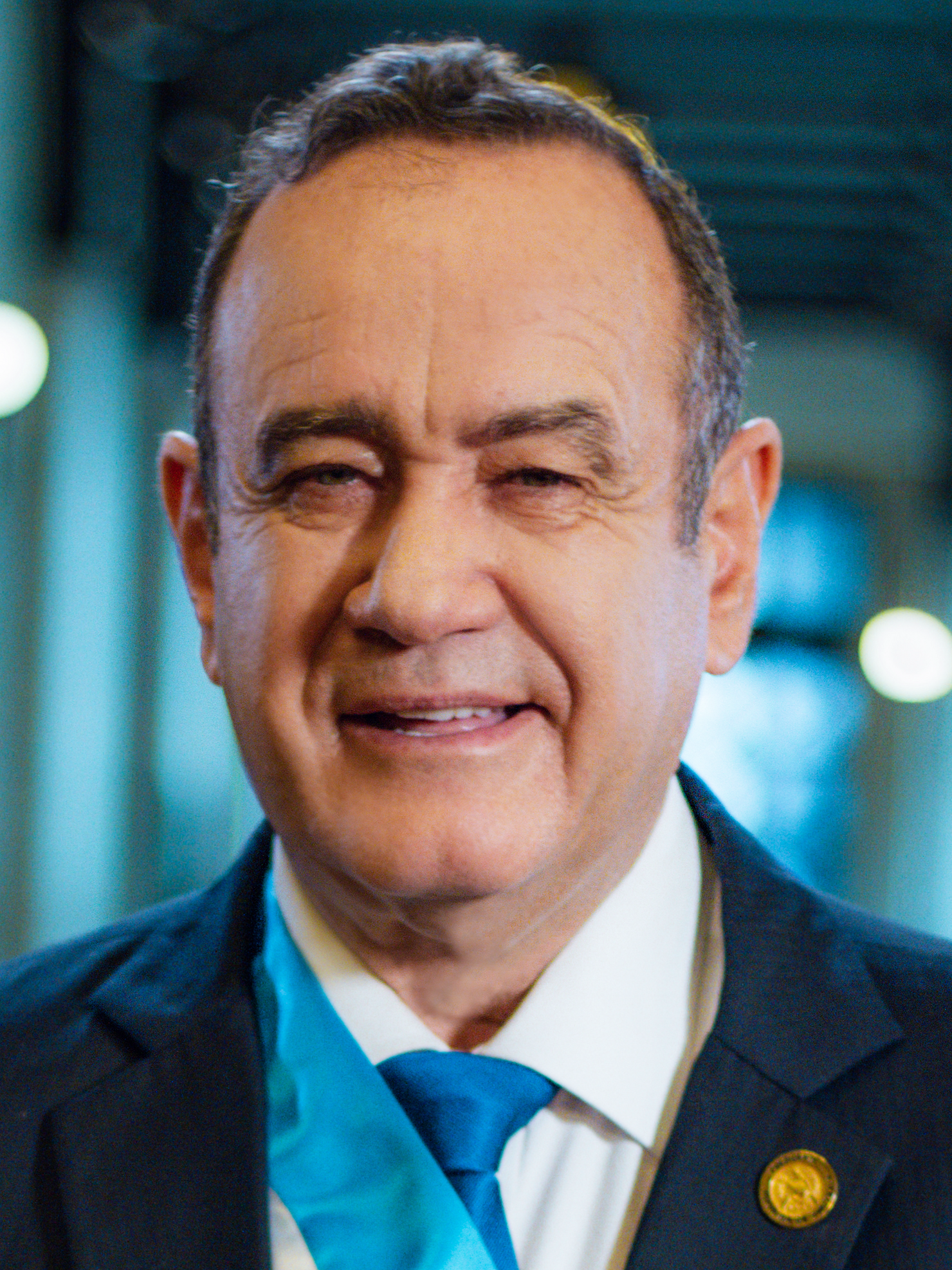
GUA Alejandro Giammattei 2020–2024
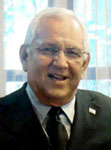
HON Roberto Micheletti 2009-2010
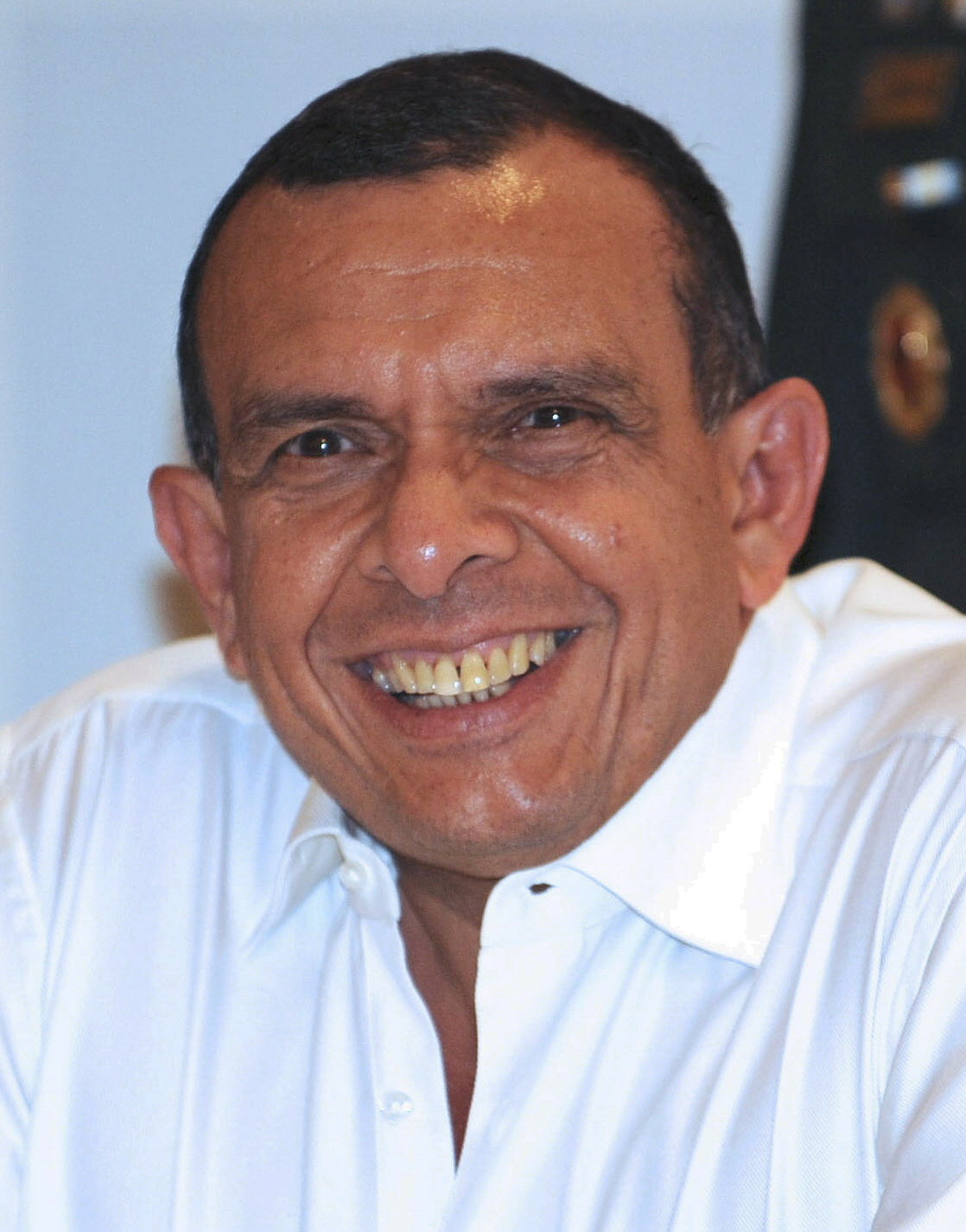
HON Porfirio Lobo 2010–2014
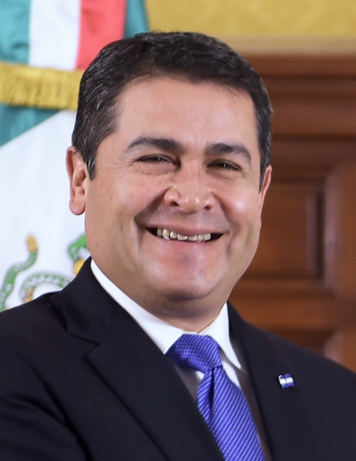
HON Juan Orlando Hernández 2014–2022
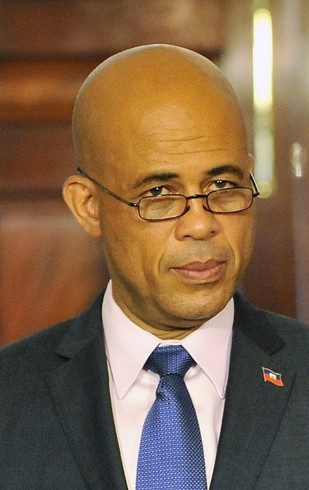
HAI Michel Martelly 2011-2016
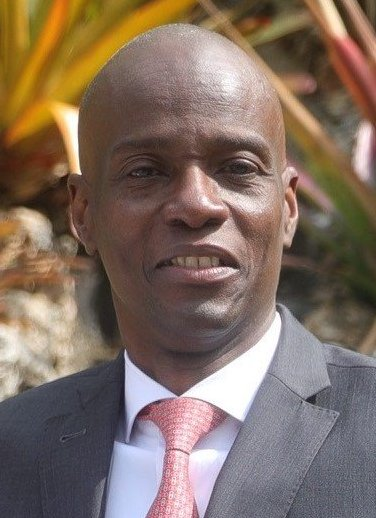
HAI Jovenel Moïse 2017-2021
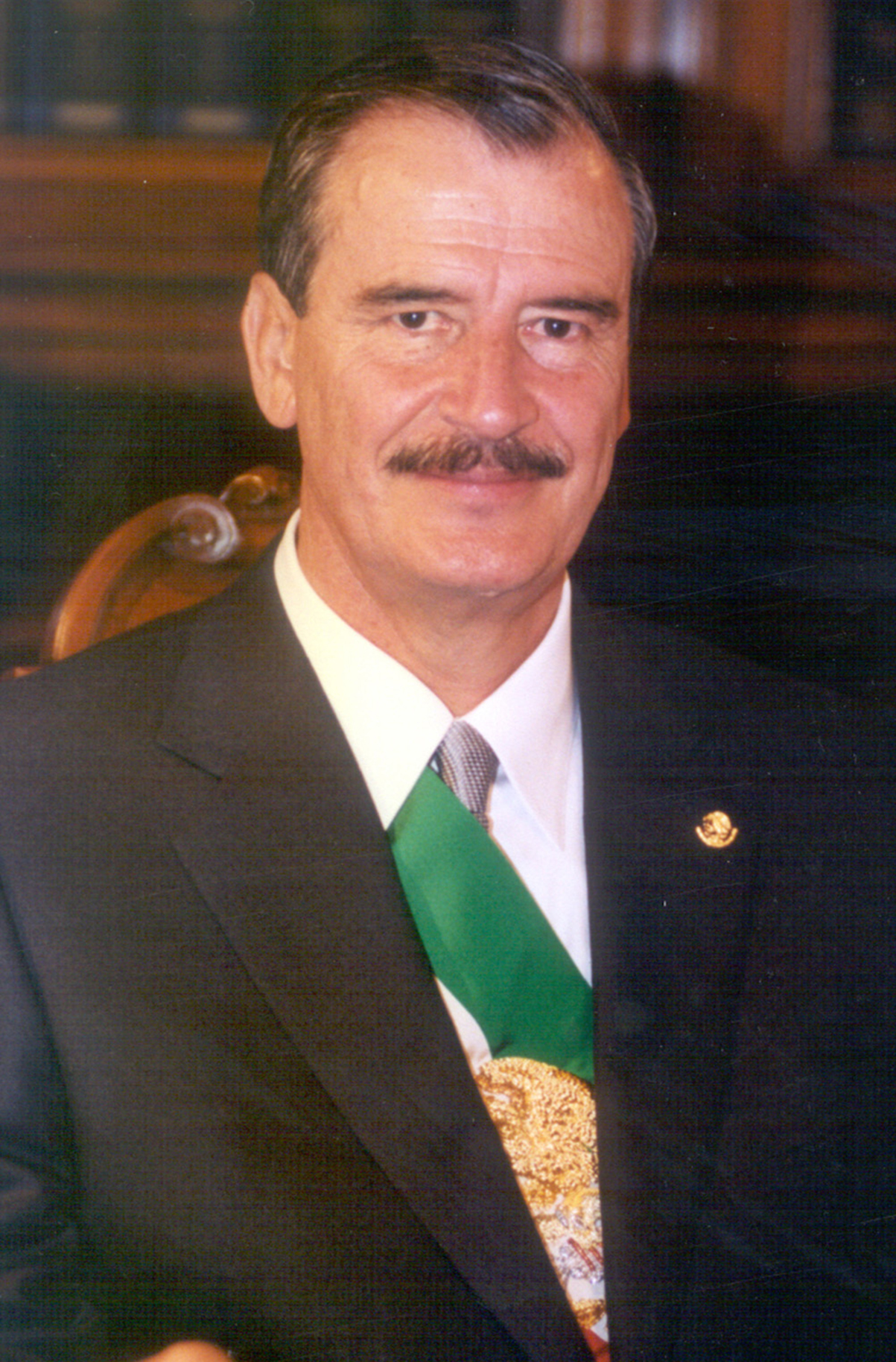
MEX Vicente Fox* 2000–2006
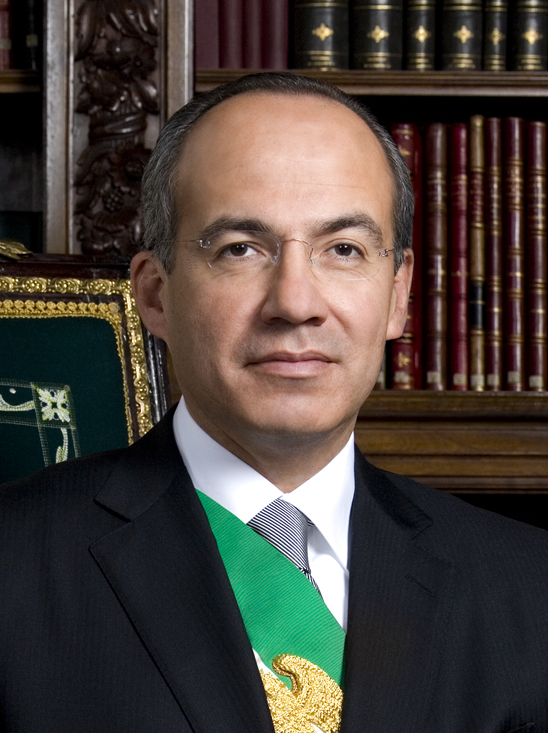
MEX Felipe Calderón* 2006–2012
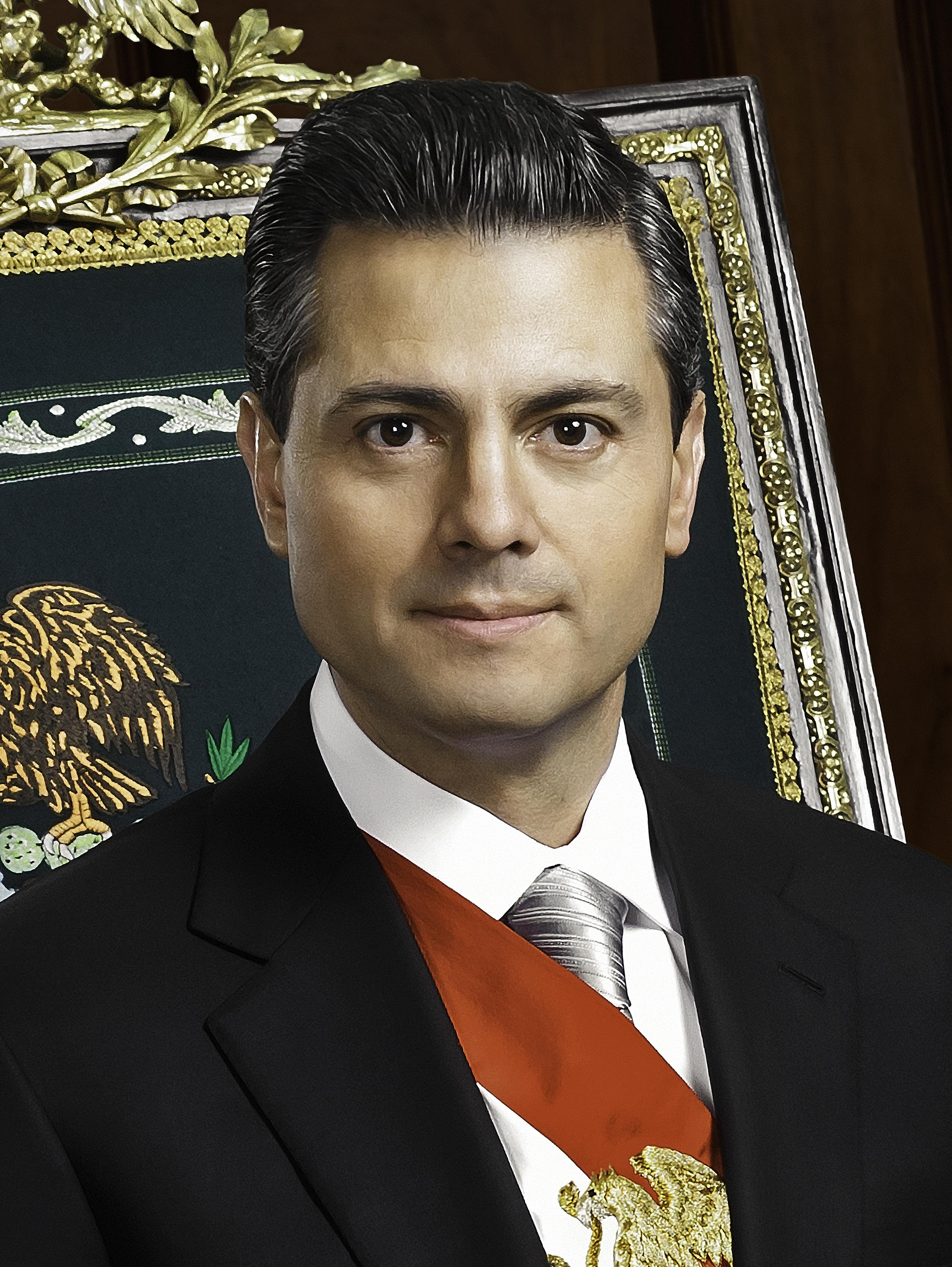
MEX Enrique Peña Nieto* 2012–2018
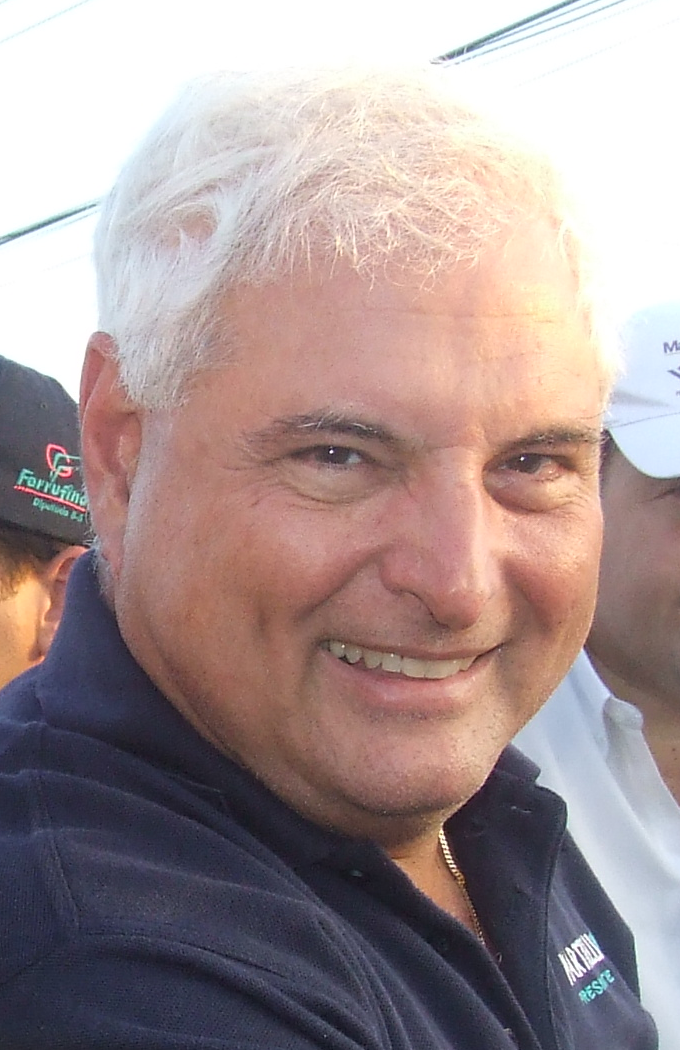
PAN Ricardo Martinelli* 2009–2014
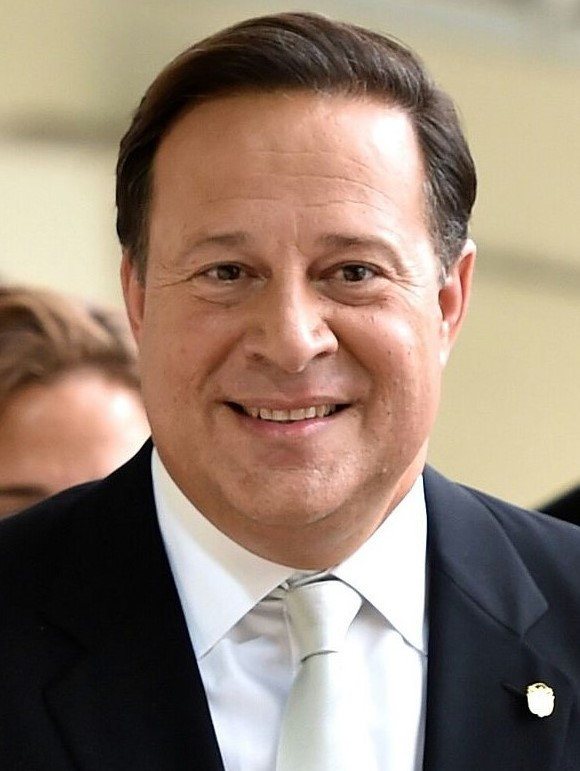
PAN Juan Carlos Varela* 2014–2019
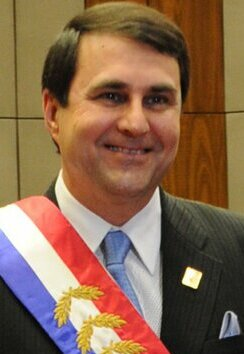
PAR Federico Franco 2012–2013
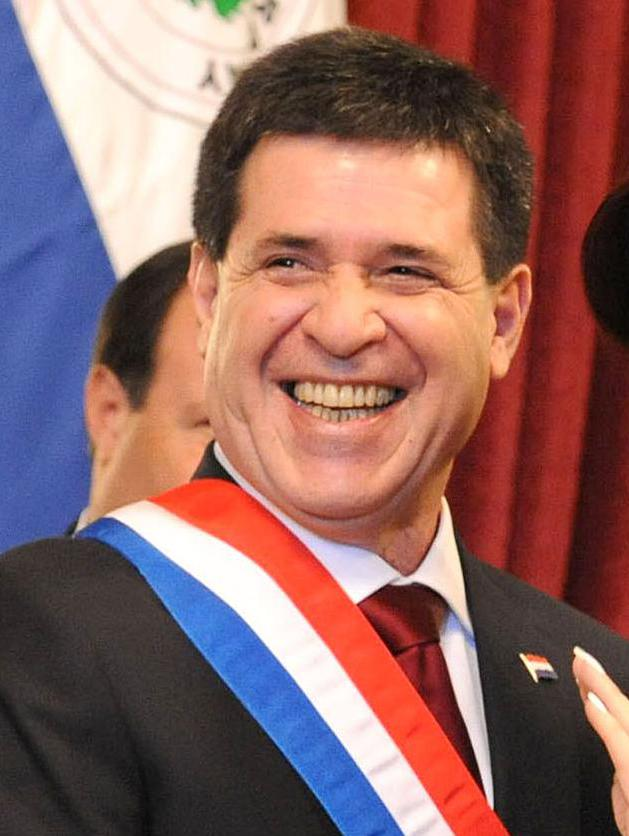
PAR Horacio Cartes 2013–2018
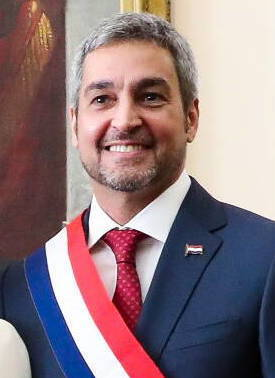
PAR Mario Abdo Benítez 2018–2023
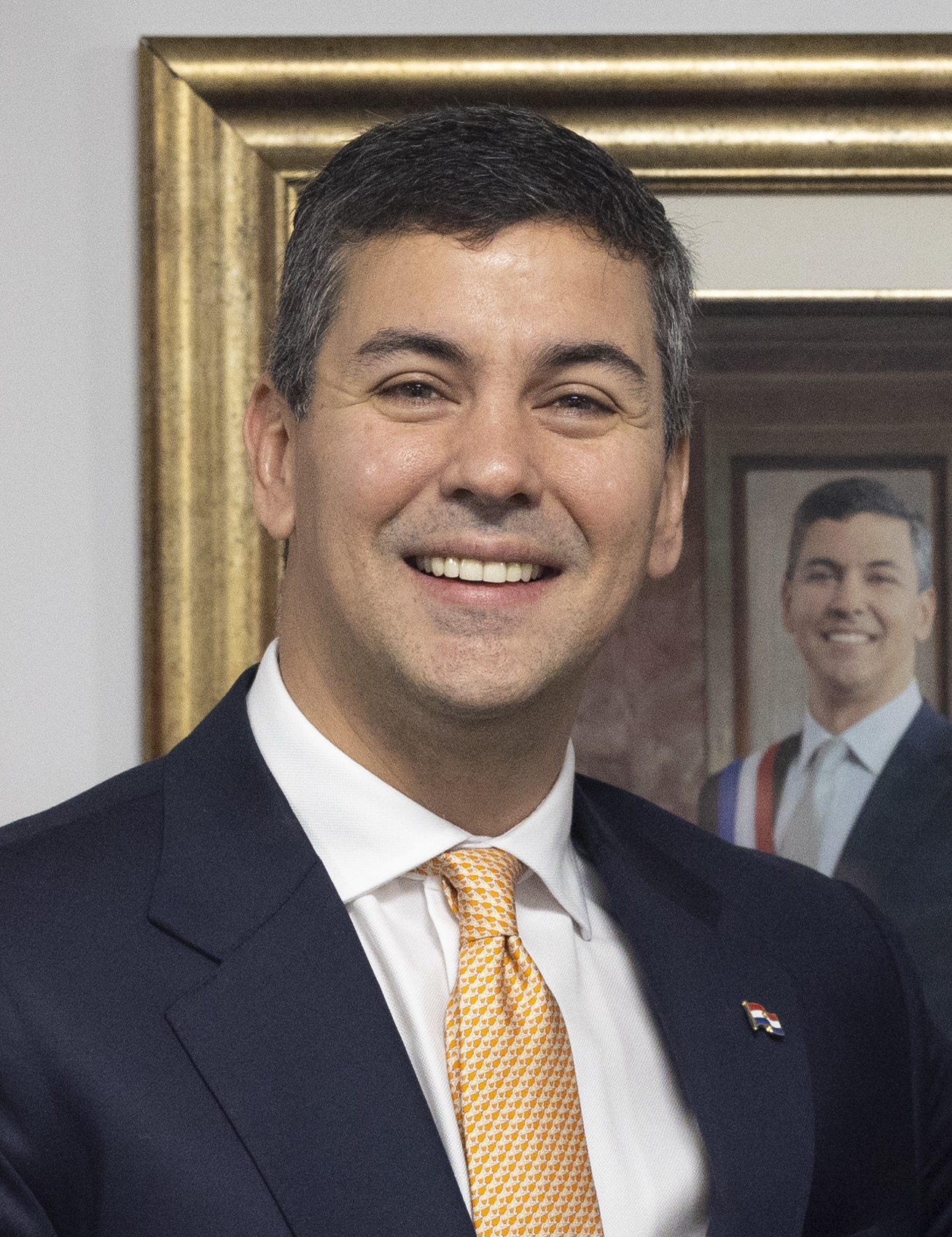
PAR Santiago Peña* depuis 2023
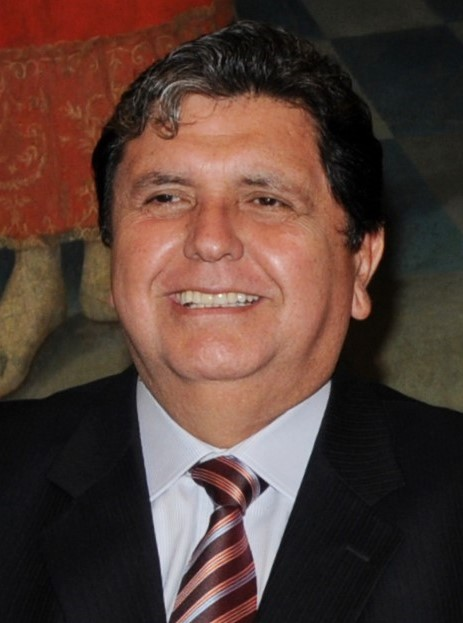
PER Alan García* 2006–2011
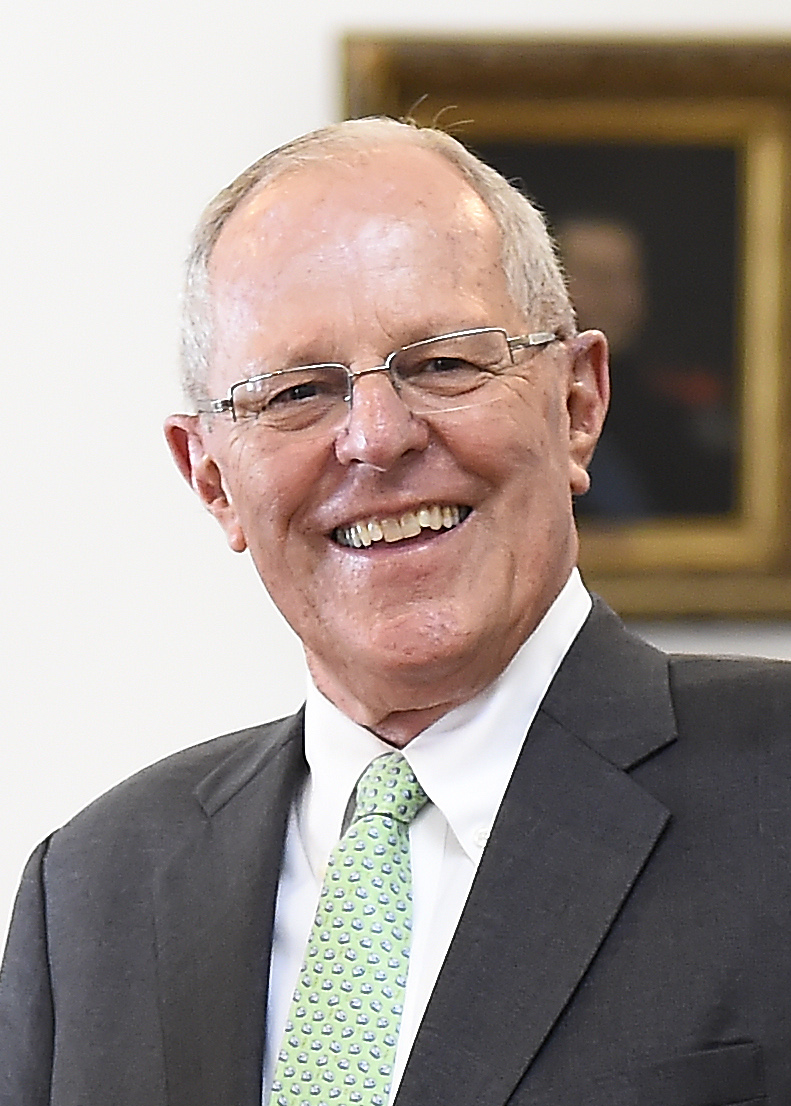
PER Pedro Pablo Kuczynski* 2016–2018
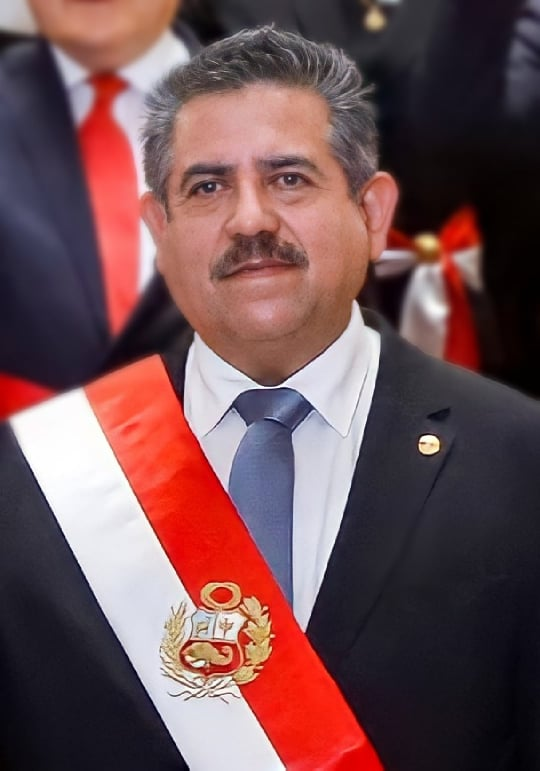
PER Manuel Merino 2020
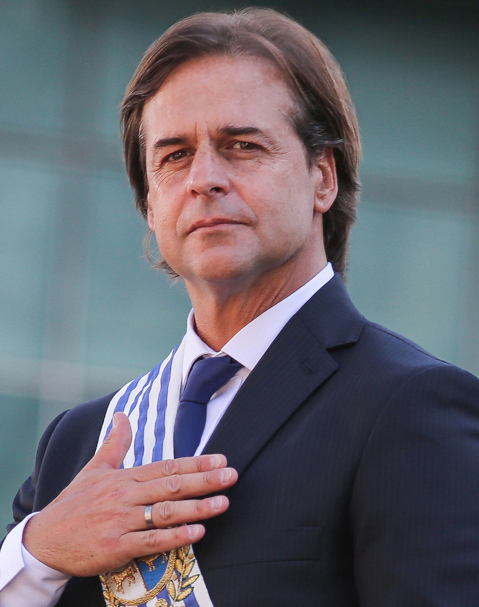
URU Luis Lacalle Pou* 2020-2025

## Gouvernements
Galerie des présidents de droite et de centre-droit qui se sont succédé à la tête de l'Amérique latine depuis 2010.
Note: Les présidents marqués d'un astérisque (*) sont considérés comme de centre-droit.
- Argentine
Mauricio Macri*
2015–2019
- Argentine
Javier Milei
depuis 2023
- Bolivie
Jeanine Áñez*
2019–2020
- Brésil
Michel Temer*
2016–2019
- Brésil
Jair Bolsonaro
2019–2022
- Chili
Sebastián Piñera*
2010–2014
2018–2022
- Colombie
Álvaro Uribe Vélez*
2002-2010
- Colombie
Juan Manuel Santos*
2010–2018
- Colombie
Iván Duque*
2018–2022
- Costa Rica
Laura Chinchilla*
2010-2014
- Costa Rica
Rodrigo Chaves*
depuis 2022
- Équateur
Lenín Moreno*
2017-2021
- Équateur
Guillermo Lasso*
2021–2023
- Équateur
Daniel Noboa*
depuis 2023
- Salvador
Nayib Bukele
depuis 2019
- Guatemala
Otto Pérez Molina
2012–2015
- Guatemala
Alejandro Maldonado
2015–2016
- Guatemala
Jimmy Morales
2016–2020
- Guatemala
Alejandro Giammattei
2020–2024
- Honduras
Roberto Micheletti
2009-2010
- Honduras
Porfirio Lobo
2010–2014
- Honduras
Juan Orlando Hernández
2014–2022
- Haïti
Michel Martelly
2011-2016
- Haïti
Jovenel Moïse
2017-2021
- Mexique
Vicente Fox*
2000–2006
- Mexique
Felipe Calderón*
2006–2012
- Mexique
Enrique Peña Nieto*
2012–2018
- Panama
Ricardo Martinelli*
2009–2014
- Panama
Juan Carlos Varela*
2014–2019
- Paraguay
Federico Franco
2012–2013
- Paraguay
Horacio Cartes
2013–2018
- Paraguay
Mario Abdo Benítez
2018–2023
- Paraguay
Santiago Peña*
depuis 2023
- Pérou
Alan García*
2006–2011
- Pérou
Pedro Pablo Kuczynski*
2016–2018
- Pérou
Manuel Merino
2020
- Uruguay
Luis Lacalle Pou*
2020-2025